# Liste von Persönlichkeiten der Stadt Mannheim
Die folgende Übersicht enthält in Mannheim geborene Personen, chronologisch aufgelistet nach dem Geburtsjahr, sowie Personen, die in Mannheim gewirkt haben. Ob die Personen ihren späteren Wirkungskreis in Mannheim hatten oder nicht, ist dabei unerheblich.
Die Listen erheben keinen Anspruch auf Vollständigkeit.

## In Mannheim geborene Persönlichkeiten

### Bis 1800

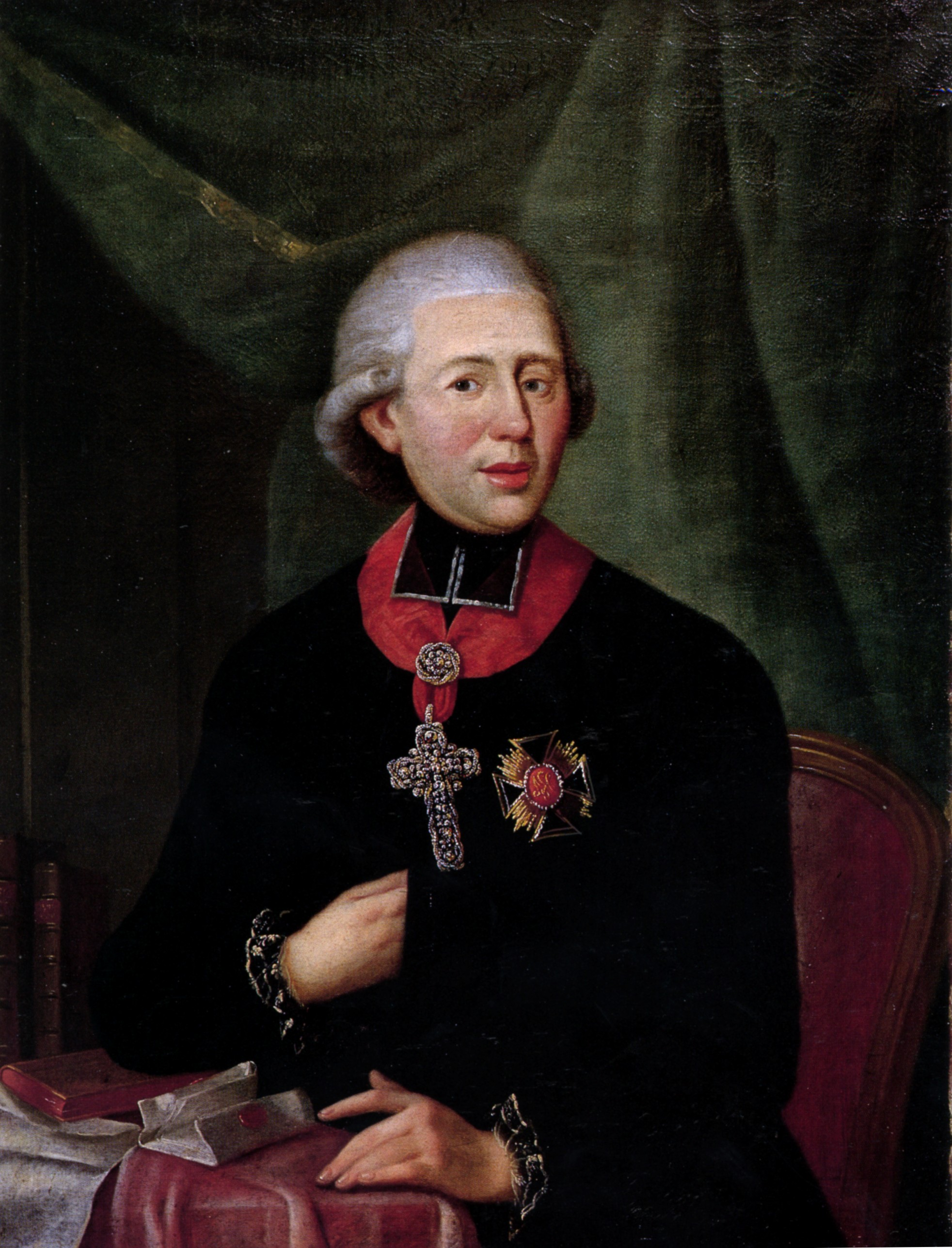
Erzbischof Karl Theodor von Dalberg

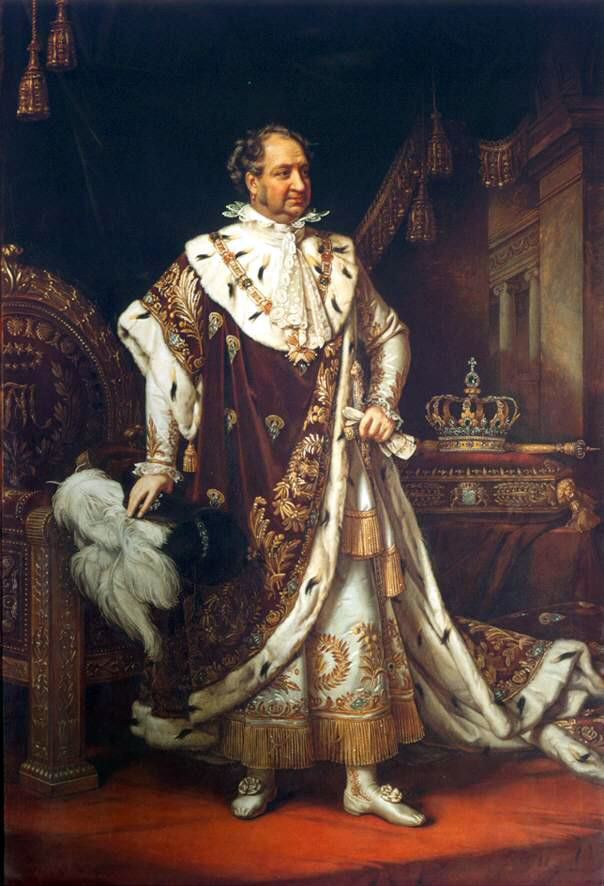
Maximilian I. König von Bayern

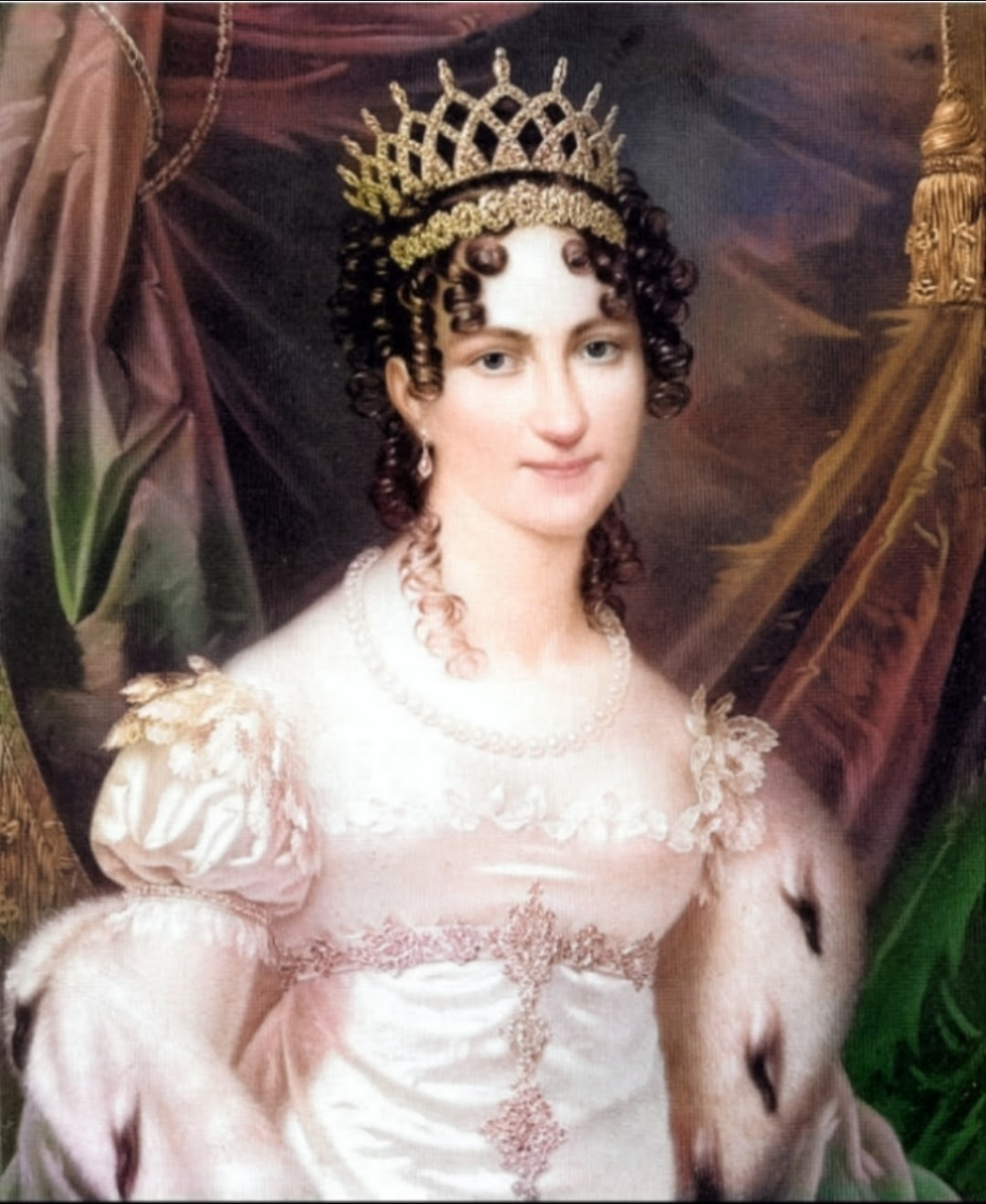
Karoline Auguste Kaiserin von Österreich

- 1670: Karl Moritz Raugraf zu Pfalz († 1702 in Herrenhausen vor Hannover), Raugraf zu Pfalz bei Rhein und kurbrandenburgischer Oberstleutnant
- 1679: Karl Friedrich Gottlieb zu Castell-Remlingen († 1743 in Hamburg), Graf von Castell
- 1706: Johann Adam Soherr († 1778 in Lübeck), Hofbaumeister
- 1721: Elisabeth Auguste von Pfalz-Sulzbach († 1794 in Weinheim), Kurfürstin von der Pfalz und von Bayern
- 1725: Johann Lambert Gregor Reichsfreiherr von Babo († 1799), kurpfalz-bayerischer Hofbeamter, Stadtschreiber in Mannheim und Weinheim
- 1726: Francesco Cetti († 1778 in Sassari), Jesuit
- 1726: Georg Joseph von Knapp († 1802 in Düsseldorf), Jurist, Rechtshistoriker, Verwaltungsbeamter und Richter, Vizekanzler des Herzogtums Jülich-Berg
- 1727: Joseph Maria Schneidt († 1808 in Würzburg), Jurist, Hochschullehrer an der Universität Würzburg und Historiker
- 1727: Cäcilia Weber († 1793 in Wien), Mutter von Constanze Weber, damit die Schwiegermutter von Wolfgang Amadeus Mozart
- 1731: Christian Cannabich († 1798 in Frankfurt), Komponist, Kapellmeister
- 1731: Carl von Gontard († 1791 in Breslau), Architekt
- 1734: Franz Ignaz Beck († 1809 in Bordeaux), Komponist und Musiker
- 1735: (ca.) Johann Michael Götz († 1810 in Worms), Musikverleger und Musikalienhändler
- 1736: Christian Brünings († 1805 in Den Haag), Wasserbauingenieur
- 1736: Ferdinand Denis († 1805 in Mannheim), Kartograph und Ingenieuroffizier
- 1736: Ignaz Fränzl († 1811 in Mannheim), Komponist, Geiger, Bratschist und Kapellmeister
- 1737: Karl Heinrich Joseph von Sickingen († 1791 in Wien), Diplomat, Chemiker des Platins
- 1739: Joseph Brulliot († 1827 in München), Maler
- 1740: Ferdinand Kobell († 1799 in München), Maler
- 1744: Karl Theodor Freiherr von Dalberg († 1817 in Regensburg), Kurfürst und Erzbischof von Mainz sowie Erzbischof von Regensburg 1802–17
- 1745: Carl Stamitz († 1801 in Jena), Komponist (Kammermusik u. a.)
- 1746: Wilhelm Cramer († 1799 in London), Dirigent
- 1746: Elisabeth Augusta Wendling († 1786 in München), Opernsängerin (Sopran)
- 1748: Josepha von Heydeck, geborene Seyffert († 1771 in Mannheim), Mätresse des Kurfürsten Karl Theodor von der Pfalz
- 1749: Franz Kobell († 1822 in München), Maler
- 1750: Anton Stamitz († 1798 in Paris), Komponist
- 1750: Stephan von Stengel († 1822 in Bamberg), Aufklärer, Finanz- und Wirtschaftsfachmann im Dienst des Kurfürsten, Radierer, Zeichner, Mäzen und Kunstsammler
- 1752: Karl Theodor von Hallberg († 1840 in München), Generalleutnant
- 1752: Ludwig August Lebrun, († 1790 in Berlin), Oboist und Komponist
- 1752: Elisabeth Augusta Wendling († 1794 in München), Opernsängerin (Sopran)
- 1752: Georg Friedrich von Zentner († 1835 in München), königlich-bayrischer Staatsminister
- 1753: Franz Anton Dimmler († 1827 in München), Komponist
- 1754: Josef Anton Overmann († 1819 in Heidelberg), Orgelbauer
- 1754: Peter von Winter († 1825 in München), Komponist
- 1755: Joseph von Cloßmann († 1826 in Karlsruhe), bayerischer und badischer Offizier, zuletzt im Rang eines Generalleutnants
- 1755: Johann Balthasar Michel († 1818 in München), Weinhändler, erster Protestant, der das Bürgerrecht der Stadt München erhielt
- 1756: Philipp von Hertling († 1810 in Aschaffenburg), Hofgerichtsdirektor
- 1756: Franziska Lebrun († 1791 in Berlin), Sopranistin
- 1756: Maximilian I. († 1825 in München), Kurfürst, später König von Bayern
- 1758: Karl Matthias Ernst († 1830 in Mannheim), Maler und Grafiker
- 1758: Heinrich Maria Graf († 1822 in Frankenthal), römisch-katholischer Geistlicher in Frankenthal und Abgeordneter im Bayerischen Landtag
- 1758: Franz Friedrich von Sturmfeder († 1828 in Augsburg), Generalvikar und Bistumsverweser von Augsburg
- 1761: Gottschalk Mayer († 1835 in Mannheim), kurfürstlich-pfälzischer Hoffaktor
- 1762: Adelheid Maria Eichner († 1787 in Potsdam), Komponistin, Sängerin und Pianistin
- 1763: Franz Danzi († 1826 in Karlsruhe), Komponist
- 1763: Peter Ritter († 1846 in Mannheim), Komponist
- 1763: Franziska Schöpfer († 1836 in München), Malerin und Lithographin
- 1764: Joseph Heinrich von Beckers zu Westerstetten († 1840 in Buda), Reichsgraf und österreichischer Feldmarschallleutnant
- 1764: Marianne Lang, geborene B(P)oudet († 1835 in Hietzing bei Wien), Schauspielerin, Opernsängerin und Schauspiellehrerin
- 1764: Bernhard Anselm Weber († 1821 in Berlin), Komponist (Opern, Singspiele u. a.)
- 1765: Gabriel Hagspiel († 1815 in Grünstadt), katholischer Pfarrer von Herrnsheim und Grünstadt, Freund und Vertrauter des Prinzenerziehers im bayerischen Königshaus Joseph Anton Sambuga
- 1765, Karl von Stengel († 1818 in München), Generalmajor der bayerischen Armee
- 1766: Wilhelm von Kobell († 1853 in München), Maler
- 1766: Wolf Ladenburg († 1851 in Mannheim), Bankier, Gründer des Bankhauses Ladenburg
- 1766: Carlo Ignazio Pozzi († 1842 in Dessau), Architekt und Baumeister
- 1766: Georg von Tausch († 1836 in München), Generalleutnant und Chef des Bayerischen Kadettenkorps
- 1767: Claudius Franz Le Bauld de Nans († 1844 in Breslau), preußischer General und Festungsingenieur
- 1767: Ferdinand Fränzl († in Mannheim), Geiger, Komponist und Musikdirektor
- 1768: Maria Margarethe Danzi († 1800 in München), Sopranistin
- 1769: Franz Arnold Linck († 1838 in Augsburg), hoher bayerischer Verwaltungsbeamter und Sohn des Pfälzer Hofbildhauers Franz Conrad Linck
- 1770: Friedrich von Flad († 1846 in München), königlich bayerischer Generalmajor und Militärjurist
- 1770: Carl Kuntz († 1830 in Karlsruhe), Maler
- 1770: Karl August von Malchus († 1840 in Heidelberg), Staatsmann und staatswissenschaftlicher Schriftsteller
- 1770: Maximilian Joseph Pozzi († 1842 in Mannheim), Bildhauer aus der Künstlerfamilie Pozzi
- 1771: Johann Baptist Cramer († 1858 in Kensington), Musiker
- 1771: Ludwig Walrad Medicus († 1850 in München), Hochschullehrer für Forst- und Landwirtschaft
- 1771: Joseph Gabriel von Stengel († 1848 in Mannheim), Jurist und badischer Verwaltungsbeamter
- 1773: Johann Heinrich Stein († 18. Juni 1820 in Köln), Bankier, Begründer des Bankhauses J. H. Stein
- 1773: Karl Theodor von Vincenti († 1850 in München), bayrischer Generalleutnant
- 1774: Conrad von Heiligenstein († 1849 in Mannheim), Hofgerichtsrat in Mannheim und Astronom
- 1774: Caspar Klotz († 1847 in München), Zeichner, Maler, Hofmaler in München
- 1774: Katharina Lang († 1803 in München), Opernsängerin, Pianistin, Komponistin und Schauspielerin
- 1774: Balthasar Speth († 1846 in München), Geistlicher, Kunstsammler, Kunstschriftsteller, Miniaturmaler und Lithograph
- 1774: Gabriel Bernhard von Widder († 1831 in München), 1819–1831 Regierungspräsident von Oberbayern; Sohn des in Mannheim ansässigen Historikers Johann Goswin Widder
- 1775: Franz Albert von Friedrich († 1843 in Karlsruhe), badischer Diplomat, Gesandter und Autor
- 1775: Georg von Stengel († 1824 in München), bayerischer Ministerialbeamter
- 1776: Joseph Scherer († 1829 in Wien), Orientalist, Buchhändler und Bibliothekar
- 1777: Peter Ferdinand Deurer († 1844 in Kissingen), Maler
- 1780 (ca.): Ludwig (Louis) Bohne († Februar 1821 in Reims), seit 1801 Handlungsreisender des Champagnerhauses Clicquot-Muiron, große Erfolge vor allem bei der Einführung des Champagners in Russland, später Teilhaber (Associé) des Hauses Veuve Clicquot, hatte nach seiner Heirat im Jahr 1810 mit der Tochter des württembergischen Legationsrates Karl-Heinrich Rheinwald seinen Wohnsitz in Heilbronn am Neckar
- 1780: Josepha Ursula von Herding († 1849 in Mannheim), lokalhistorisch bedeutsame Adelige
- 1781: Charlotte Miedke († 1806 in Stuttgart), Sängerin und Theaterschauspielerin
- 1781: Nikolaus von Rudersheim († 1845 in München), bayerischer Generalmajor
- 1782: Karl von Fischer († 1820 in München), Architekt
- 1783: Christine Leibnitz († 1839), Schauspielerin und Opernsängerin
- 1785: Isaak Jolly († 1852 in Karlsruhe), Politiker
- 1786: Ludwig von Deroy († 1864 in München), bayerischer Generalmajor und Kammerherr
- 1786: Christian von Großschedel († 1856 in Bayreuth), bayerischer Generalmajor
- 1787: Fanny Caspers († 1835 in Wien), Schauspielerin, Hofschauspielerin in Weimar
- 1788: Johann Peter Pixis († 1874 in Baden-Baden), Musiker
- 1788: Wilhelm von Traitteur († 1859 in Mannheim), Baumeister
- 1789: Luise Beck († 1857 in Stuttgart), Schauspielerin, Schriftstellerin
- 1789: Joseph Kellerhoven († 1849 in Speyer), Kunstmaler, Sohn des berühmteren Moritz Kellerhoven
- 1790: Wilhelm Deurer († 1858 in Heidelberg), Jurist und Verwaltungsbeamter
- 1792: Karoline Auguste von Bayern († 1873 in Wien), Kaiserin von Österreich als Gemahlin des Kaisers Franz I.
- 1793: Karl Zell († 1873 in Freiburg im Breisgau), Klassischer Philologe, Professor für Archäologie und Politiker
- 1794: Maximilian Joseph von Chelius († 1876 in Heidelberg), Augenarzt und Chirurg
- 1795: Karl von Bayern († 1875 in Tegernsee), Bruder von König Ludwig I. (Bayern), Generalfeldmarschall
- 1795: Karl Gustav Jung († 1864 in Basel), Rektor (Universität Basel)
- 1797: Seligmann Ladenburg († 1873 in Mannheim), Bankier in Mannheim
- 1798: Valentin Streuber († 1849 in Mannheim), Teilnehmer an der Badischen Revolution 1848/49
- 1798: Joseph Weber († 1883 in Mannheim), Maler
- 1799: Anton Arnold von Linck († 1858 auf Schloss Guttenburg bei Mühldorf am Inn), Gutsbesitzer, Ministerialbeamter und Staatsrechtler
- 1799: Anton Müller († 1860 in Zürich), Mathematiker, Bibliothekar und Hochschullehrer, geboren in Seckenheim

### 19. Jahrhundert

#### 1801 bis 1825

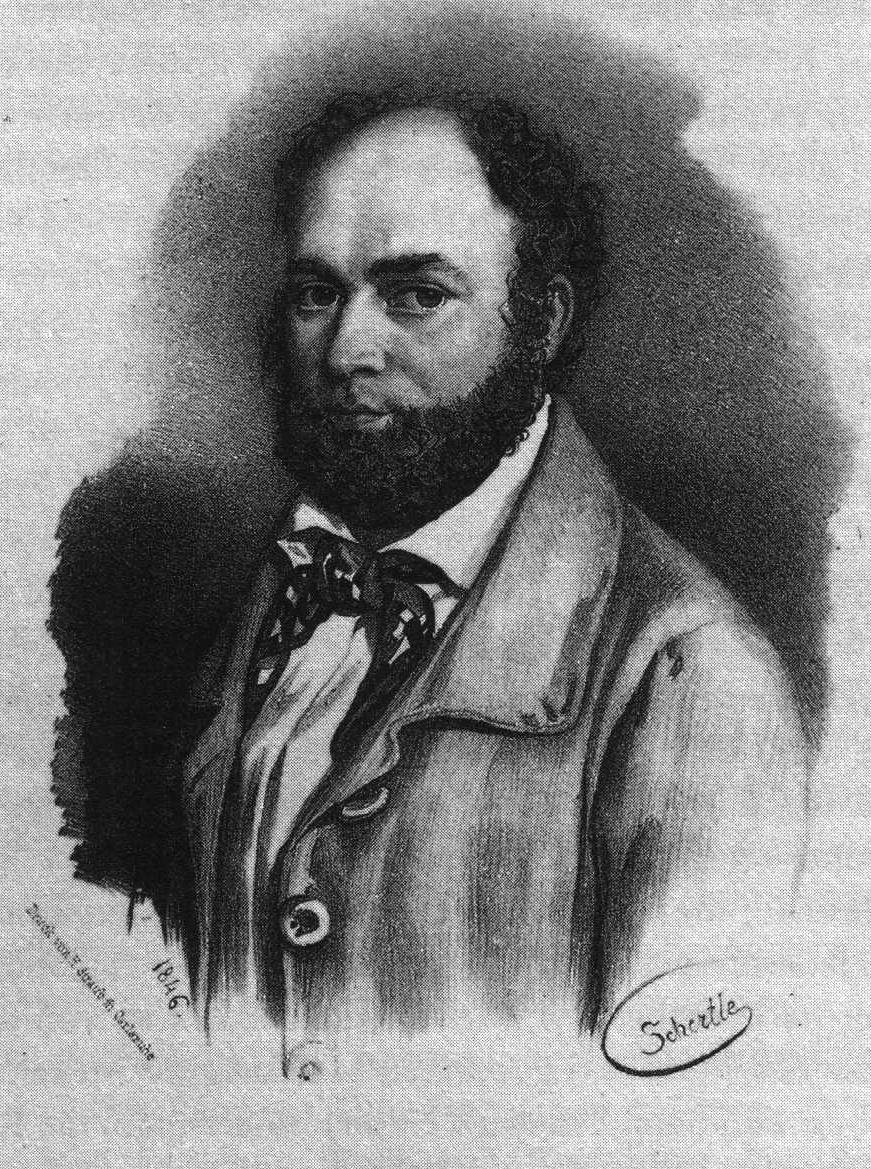
Alexander von Soiron

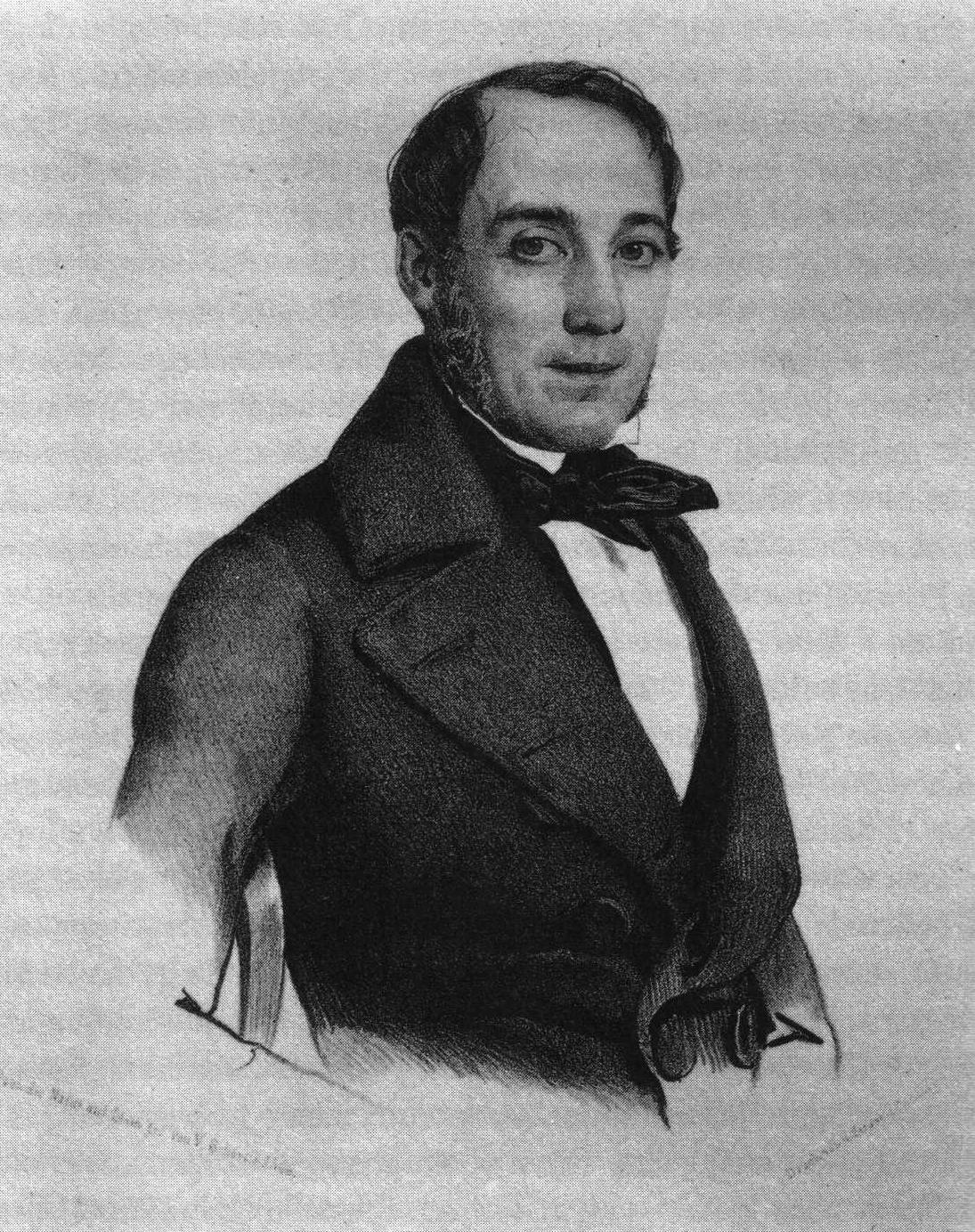
Karl Mathy

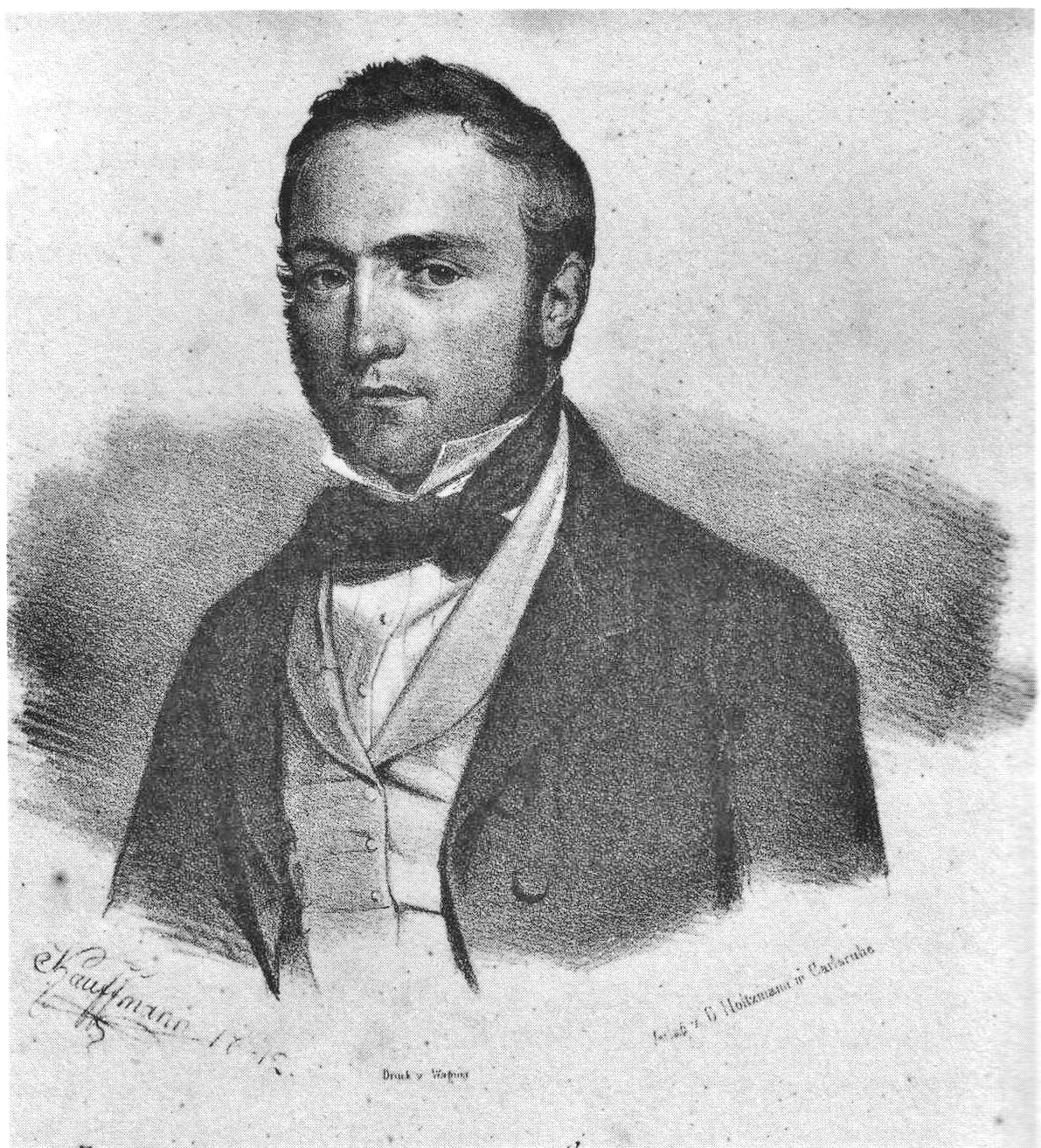
Friedrich Daniel Bassermann

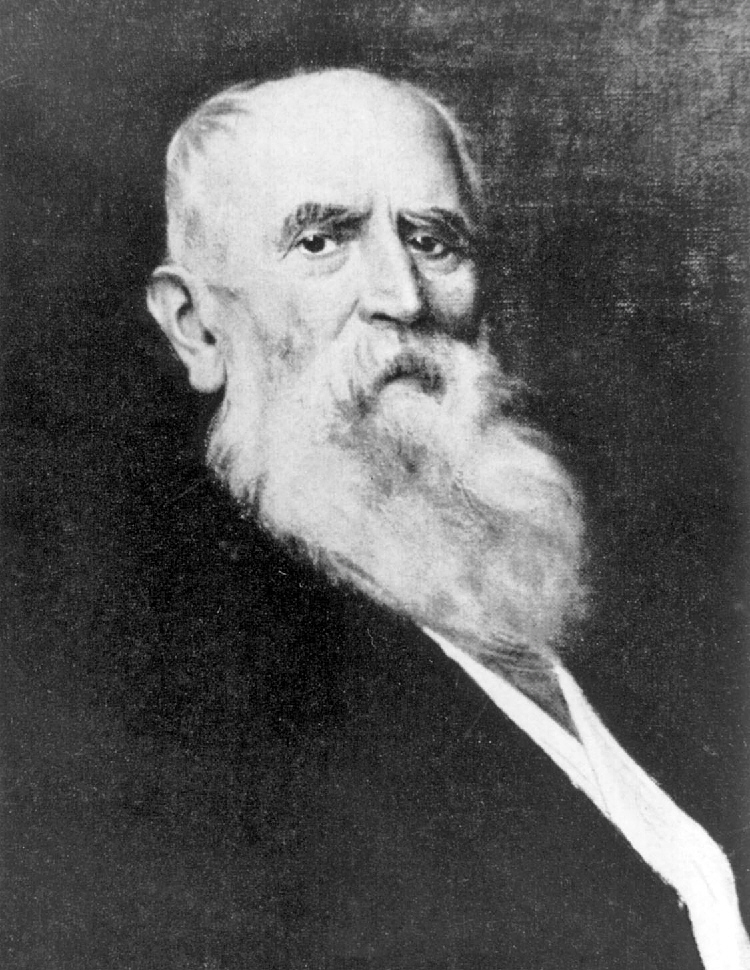
Friedrich Engelhorn

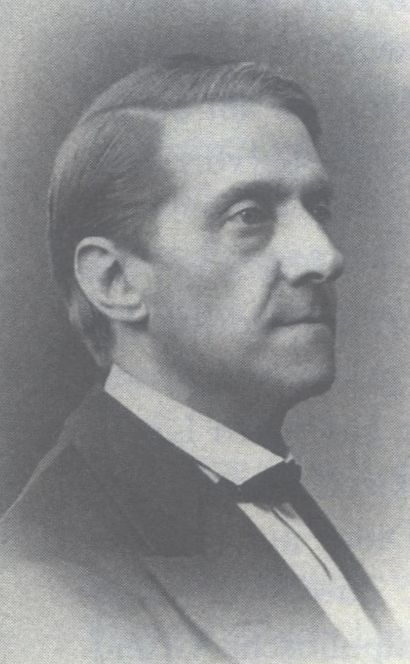
Julius Jolly

- 1801: Heinrich von Saint-Julien († 1844 in Karlsruhe), Jurist, Großherzoglich-badischer Kriegsrat, Komponist und Chorleiter
- 1801: Franziska von Stengel († 1843 in Mannheim), Schriftstellerin
- 1802: Theodor Leopold Weller († 1880 in Mannheim), Maler
- 1803: Sophie Müller († 1830 in Hietzing bei Wien), Schauspielerin in Wien
- 1803: Karl Friedrich Schimper († 1867 in Schwetzingen), Naturwissenschaftler, Botaniker, Geologe und Privatgelehrter
- 1804: Anton von Heiligenstein († 1834 in Heidelberg), Astronom und Mathematiker
- 1805: Johann Peter Behaghel († 1871 in Heidelberg), Gymnasiallehrer
- 1806: Ludwig Deurer († 1847 in Mannheim), Historienmaler
- 1806: Friedrich Jacob Keßler-Gontard († 1889 in Frankfurt am Main), Kaufmann und Politiker
- 1806: Alexander von Soiron († 1855 in Heidelberg), liberaler badischer Politiker
- 1807: Karl Mathy († 1868 in Karlsruhe), liberaler badischer Politiker
- 1807: Franz Jacob Wigard († 1885 in Dresden), liberaler Politiker, Deutschkatholik und Stenograf
- 1808: Johann Christoph Döll († 1885 in Karlsruhe), Botaniker
- 1808: Heinrich Georg Hoff († 1852 in New York), Verlagsbuchhändler und Revolutionär
- 1809: Philipp von Jolly († 1884 in München), Physiker
- 1809: Leopold Ladenburg († 1889 in Mannheim), Jurist
- 1810: Friedrich Wilhelm Kaibel († 1885 in Lübeck), Kunst- und Musikalienhändler und Verleger
- 1810: Joseph Hoffmann († 1881 in Ludwigshafen am Rhein), Baumeister und Bürgermeister von Ludwigshafen
- 1811: Friedrich Daniel Bassermann († 1855 in Mannheim), Unternehmer und liberaler Politiker
- 1811: Gottfried von Neureuther, († 1887 in München), Architekt (Kunstakademie in München)
- 1811: Franz von Stengel, († 1867 in Wertheim), badischer Oberamtmann
- 1812: Ludwig Achenbach, († 1879), badischer Jurist und Politiker, Landtagsabgeordneter
- 1813: Franziska Berg († 1893 in Dresden), Schauspielerin
- 1813: Lorenz Brentano († 1891 in Chicago), Jurist und liberaldemokratischer Politiker vor und während der Märzrevolution von 1848/49, Mitglied des US-Repräsentantenhauses
- 1813: Jakob Rosenhain († 1894 in Baden-Baden), Pianist
- 1814: Mathias Artaria († 1885 in Mannheim), Historien- und Genremaler
- 1814: Louis Coblitz († 1863 in Mannheim), Maler
- 1817: Carl Schwaner († 1851 auf Borneo), Geologe und Ethnologe
- 1818: Heinrich Esser († 1872 in Salzburg), Violinist, Dirigent und Komponist
- 1818: Eduard Rosenhain († 1861 in Frankfurt am Main), Pianist
- 1818: Lambert Sachs, († 1903 in Freiburg im Breisgau), Maler
- 1821: Anton Bassermann († 1897 in Mannheim), Jurist, Präsident des Landgerichts Mannheim und Mitglied der Badischen Ständeversammlung
- 1821: Friedrich Engelhorn († 1902 in Mannheim), Unternehmer und Gründer der BASF
- 1822: Daniel Cornelius Gesell († 1889 in Konstanz), Maler und Lithograph
- 1822: Emil Ladenburg († 1902 in Frankfurt am Main), Bankier, Geheimer Kommerzienrat
- 1822: Karl von Müller († 1885 in Darmstadt), preußischer Generalleutnant
- 1823: Julius Jolly († 1891 in Karlsruhe), badischer Staatsminister 1868–76
- 1823: Julius Löwe  († 1909), Chemiker
- 1824: Amalie Struve († 1862 in New York City), Frauenrechtlerin
- 1824: Heinrich Weidt († 1901 in Graz), Komponist, Dirigent und Chorleiter
- 1824: Johann Philipp Zeller († 1862 in Mannheim), Pfälzer Mundartdichter und Mannheimer Stadthistoriker
- 1825: Franz Freiherr von Roggenbach († 1907 in Freiburg im Breisgau), badischer Außenminister 1861–1865

#### 1826 bis 1850
- 1826: Karl Blind († 1907 in London), Revolutionär
- 1826: Julius Fürst († 1899 in Mannheim), Rabbiner und Hebraist
- 1826: Carl Anton Schott († 1901 in Washington, D.C.), deutsch-US-amerikanischer Naturwissenschaftler
- 1827: Daniel Krebs († 1901 in Mannheim), Politiker und badischer Revolutionär
- 1827: Carl Ladenburg († 1909 in Mannheim), Bankier
- 1827: Alexander Spengler († 1901 in Davos), Mediziner
- 1829: Moritz Cantor († 1920 in Heidelberg), Mathematiker
- 1830: Lina von Weiler († 1890 in Paris), deutsch-französische Malerin
- 1832: Wilhelm Wundt († 1920 in Großbothen), Psychologe, Ehrenbürger
- 1833: August Eisenlohr († 1916 in Karlsruhe), Innenminister des Großherzogtums Baden
- 1833: Jean Becker († 1884 in Mannheim), Großherzoglich-badischer Kammervirtuose
- 1833: Philipp Diffené († 1903 in Mannheim), Kaufmann und Politiker, Mitglied des Deutschen Reichstags, Ehrenbürger Mannheims
- 1835: Emil Bassermann-Jordan († 1915 in Deidesheim), Weingutsbesitzer und Bankier
- 1835: Franz Keller-Leuzinger († 1890 in München), Ingenieur, Forschungsreisender, Kartograph, Maler, Illustrator, Kunstgewerbler und Schriftsteller
- 1836: Friederike Grün, verheiratete von Sadler († 1923 in Mannheim), Opernsängerin
- 1836: Anna Reiß († 1915 in Mannheim), Kammersängerin, Mäzenin, Ehrenbürgerin Mannheims
- 1837: Carl Wilhelm Casimir Fuchs († 1886 in Karlsruhe), Geologe, Mineraloge und Botaniker, Hochschullehrer
- 1837: Ferdinand Scipio († 1905 in Mannheim), Politiker
- 1838: Ernst Carlebach († 1923 in Heidelberg), Buchhändler, großherzoglich badischer Hofantiquar und Vorsitzender des Synagogenrats
- 1838: Gustav Dyckerhoff († 1923 in Wiesbaden-Biebrich), Unternehmer in der Zementindustrie
- 1838: Karl Heinrich Hoff († 1890 in Karlsruhe), Maler und Kunstschreiber
- 1838: Julius Mammelsdorf, († 1902 in Mannheim), Kaufmann und Sammler
- 1838: Wilhelm Reiß († 1908 in Könitz bei Saalfeld), Forschungsreisender und Vulkanologe
- 1838: Sigmund Joseph Zimmern († 1914 in Speyer), jüdischer Konvertit, Domkapitular der Diözese Speyer und Bayerischer Landtagsabgeordneter
- 1840: Rosalie Braun-Artaria († 1918 in Schlederloh), Schriftstellerin und Redakteurin der Gartenlaube
- 1840: Hermann Dyckerhoff († 1918), Unternehmer
- 1840: Richard von Krafft-Ebing († 1902 in Graz), Rechtsmediziner und Psychiater
- 1841: Mathilde Blind († 1896 in London), Dichterin
- 1841: Ludwig Eyrich († 1892), Naturwissenschaftler, Botaniker und Lehrer
- 1841: Ernst Schröder († 1902 in Karlsruhe), Mathematiker und Logiker
- 1842: Rudolf Dyckerhoff († 1917), Chemiker und Unternehmer
- 1842: August Friedrich Horstmann († 1929 in Heidelberg), Chemiker
- 1842: Albert Ladenburg († 1911 in Breslau), Naturstoffchemiker, Chemiehistoriker
- 1842: Friedrich Müller († 1917 in München), herzoglich-bayerischer Hoffotograf
- 1843: Helene Hartmann  († 1898 in Wien), Schauspielerin
- 1843: Julia Lanz († 1926 in Mannheim), Mäzenin, Ehrenbürgerin
- 1843: Anna Peters († 1926 in Stuttgart), Malerin
- 1843: Carl Reiß († 1914 in Mannheim), Generalkonsul
- 1844: Richard Bensinger († 1891 in Engelberg), badischer Oberamtmann
- 1844: Ferdinand Cohen-Blind († 1866 in Berlin), Attentäter gegen Bismarck
- 1844: Carl Josef Haas († 1921 in Mannheim), Unternehmer, Mitbegründer der Zellstoff-Fabrik Waldhof
- 1844: Franz Hoffmann († 1920 in Ludwigshafen am Rhein), Bauunternehmer, Kgl. bayerischer Kommerzienrat
- 1844: Max Noether († 1921), Mathematiker
- 1845: Wendelin Hoffmann († 1891 in Ludwigshafen am Rhein), Baumeister, Bauunternehmer und Bürgermeister in Ludwigshafen am Rhein
- 1845: Elise Stephanie Kreuzer († 1936 in Huntlosen bei Oldenburg i.O.), Schauspielerin und Sängerin
- 1846: Ludwig Darmstaedter († 1927 in Berlin), Chemiker, Sammler, Historiker und Mäzen
- 1848: Emil Mayer († 1910 in Mannheim), Fabrikant
- 1849: Otto Lenel († 1935 in Freiburg im Breisgau), Rechtshistoriker des Römischen Rechts

#### 1851 bis 1875

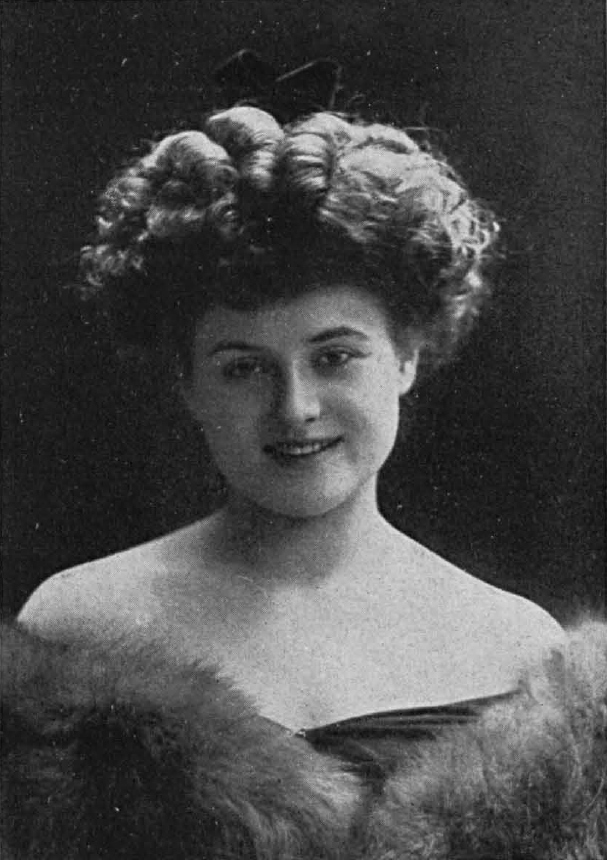
Emmy Wehlen

- 1851: Ludwig Stark († 1917 in München), Dramaturg, Spielleiter, Schauspieler, Hofrat
- 1853: Julius Becker († 1917 in Freiburg im Breisgau), badischer Jurist und Verwaltungsbeamter
- 1853: Gustav Mayer-Dinkel († 1937 in Mannheim), Kaufmann und Kommunalpolitiker
- 1854: Konrad Clemm († 1930 in Lahr), Verwaltungsjurist, Landeskommissär in Baden
- 1854: Carl Dyckerhoff († 1938 in Wiesbaden), Unternehmer
- 1854: Emil Engelhard († 1920 in Mannheim), Industrieller und Politiker
- 1854: Ernst Ladenburg († 1921 in Frankfurt am Main), Geheimer Kommerzienrat, Bankier
- 1855: Adelbert Düringer († 1924 in Berlin), Jurist, Reichstagsabgeordneter
- 1855: Carl Koehler († 1932 in Heidelberg), Mathematiker
- 1856: Henry Morgenthau senior († 1946 in New York), US-Politiker und Geschäftsmann
- 1857: Nathan Stein († 1927 in Mannheim), Landgerichtspräsident
- 1857: Fritz Noetling († 1928 in Indien), Geologe und Paläontologe
- 1857: John Gustav Weiss († 1943 in Eberbach), Politiker, badischer Landtagsabgeordneter
- 1858: Otto Clauss († 1929 in Merseburg), Geograph
- 1858: Georg Giulini († 1954 in Lazzago bei Como), Chemiker und Industrieller
- 1859: Willy Heß († 1939 in Berlin), Violinvirtuose
- 1860: Max Hachenburg († 1951 in Berkeley), Rechtsanwalt und Rechtspublizist, Ehrenbürger Mannheims
- 1860: Carl Blos, († 1941 in München), Maler und Hochschullehrer
- 1860: Carl Neumann († 1934 in Frankfurt am Main), Kunsthistoriker
- 1861: Franz Böhm († 1915 in Karlsruhe), Jurist, Großherzoglich Badischer Minister des Kultus und Unterrichts
- 1862: Karl Ludwig Werner († 1902 in Freiburg im Breisgau), Organist und Komponist
- 1863: Hans Bussard († 1946 in Möckmühl), Theaterschauspieler und Opernsänger
- 1863: Theodor Seitz, geboren in Seckenheim († 1949 in Baden-Baden), Jurist und Kolonialpolitiker
- 1864: Wilhelm Karl, geboren in Seckenheim († 1938 in Teningen), Pfarrer und Landtagsabgeordneter
- 1865: Gotthold Schlusser († 1940 in Sulzburg), evangelischer Pfarrer
- 1865: Robert Kahn († 1951 in Biddenden, Kent), Komponist und Musikpädagoge
- 1866: Otto Albert Koch († 1920 in Heidelberg), Maler
- 1867: Albert Bassermann († 1952 in Zürich), Schauspieler (diverse Bühnen in Berlin u. a.), Träger des Iffland-Ringes
- 1867: Fritz Held († 1938 in Baiersbronn), Unternehmer und Automobilrennfahrer
- 1868: Ludwig Landmann († 1945 in Voorburg), liberaler Politiker, Frankfurter Oberbürgermeister 1924–1933 und NS-Opfer
- 1868: Karl Bornhäuser († 1947 in Marburg), evangelischer Theologe
- 1869: Karl Heinsheimer († 1929 in Heidelberg), Jurist
- 1869: Moritz Mayer-Mahr († 1947 in Göteborg), Pianist und Musikpädagoge
- 1869: Rudolf Sillib († 1946 in Badenweiler), Bibliothekar und badischer Landeshistoriker
- 1870: Friedrich Koch († 1938 in Heidelberg), Politiker
- 1870: Hans Kraemer († 1938 in Berlin), Unternehmer und Publizist
- 1870: Paul Stephani († 1947 in Heidelberg), Mediziner
- 1870: Friedrich Walter († 1956 in Heidelberg), Historiker, Leiter des Stadtarchivs Mannheim
- 1871: Philipp Klein († 1907 in Gundelsheim am Neckar), Maler
- 1871: Anton Lindeck († 1956 in Bad Dürkheim), Rechtsanwalt
- 1871: Adalbert Wahl († 1957 in Tübingen), Historiker und Hochschullehrer
- 1871: Lion Wohlgemuth (✡ 1938 in Mannheim), Unternehmer, Feuerwehrmann, Mäzen und NS-Opfer
- 1872: Julius Hanauer († 1942 in Łódź), Bibliothekar und Esperantist
- 1873: Eugen Benz († 1958 in Ladenburg), Industrieller, Funktionär und Automobilrennfahrer
- 1873: Karl Boehm († 1958 in Kressbronn am Bodensee), Mathematiker
- 1873: Gustav Hochstetter (✡ 1944 im Ghetto Theresienstadt), Schriftsteller und Dichter
- 1873: Karl Lanz († 1921 in Mannheim), Industrieller und Förderer der Luftfahrt
- 1873: Ludwig Sinsheimer (✡ 1942 im Internierungslager bei Noé/F), Jurist
- 1874: Max Walleser († 1954 in Wiesloch), Indologe
- 1874: Richard Benz († 1955 in Ladenburg), Industrieller und Automobilrennfahrer
- 1875: Julius Döpfner († 1936), Jurist und Amtmann im badischen Staatsdienst
- 1875: Fritz Erle († 1957 in Mannheim), Ingenieur und Automobilrennfahrer
- 1875: Max Ernst Mayer († 1923 in Frankfurt am Main), Jurist, Rechtsphilosoph und Hochschullehrer
- 1875: Karl Roth († 1932 in Darmstadt), Architekt und Hochschullehrer
- 1875: Alexander Schaaff († 1942 in Dresden), Maler

#### 1876 bis 1900

Sepp Herberger

- 1876: Hans Hecht († 1946 in Berlin), Sprachwissenschaftler (Anglist) und Hochschullehrer
- 1876: Karl Imhoff († 1965 in Essen), Ingenieur und Pionier der Abwassertechnik
- 1876: Hans von Lützow († 1940 in Gotha), Freikorpsführer und Oberst der Wehrmacht
- 1876: Albert Mayer-Reinach († 1954 in Örebro), Musikwissenschaftler, Musikpädagoge und Dirigent
- 1876: Hermann Müller († 1931 in Berlin), Politiker (SPD), MdR, Reichskanzler 1920 und 1928–1930, Reichsaußenminister 1919–1920
- 1877: Johanna Geissmar († 1942 in Auschwitz), jüdische Ärztin
- 1877: Carl Wilhelm Speyer († 1927 in Heidelberg), Historiker und Paläontologe
- 1878: Adolf Kistner († 1940 in Heidelberg), Gymnasiallehrer, Kulturhistoriker
- 1878: Erich Carl Mayer († 1942), Zigarrenfabrikant
- 1878: Hermann Merkel († 1938 in Mannheim), Redakteur und Politiker (SPD)
- 1879: Hermann Esch († 1956 in Heppenschwand), Architekt
- 1879: Wilhelm Schindele († 1963 in Kork oder Oppenau), badischer Oberamtmann und Landrat
- 1880: Theodor Becker († 1952 in Coppenbrügge), Schauspieler
- 1880: Erich Ebler († 1922 in München), Chemiker und Hochschullehrer
- 1881: Werner Hegemann († 1936 in New York, NY), Stadtplaner, Architekturkritiker und politischer Schriftsteller
- 1881: Hans Dieter († 1968 in Meersburg), Maler von Landschaftsbildern, besonders vom Bodensee
- 1881: Albert Gayer († 1930 in Hamburg), Konteradmiral
- 1882: Herbert Engelhard († 1945 in Heidelberg), Rechtswissenschaftler und Hochschullehrer
- 1882: Franz Mayer († 1975 in Mexiko), Kunstsammler
- 1882: Fritz Reuther († 1967 in Hausham), Industrieller (Bopp & Reuther) und Wehrwirtschaftsführer
- 1882: Ernst Leopold Stahl († 1949), Theaterwissenschaftler, Dramaturg, Schriftsteller und Verbandsfunktionär
- 1883: Richard Grün († 1947), Baustoffchemiker und Hochschullehrer
- 1883: Paul Hirsch († 1961 in Heidelberg), Historiker
- 1883: Ludwig Arnold Mohler († 1943 in Freiburg im Breisgau), Kirchenhistoriker
- 1883: Eugen Seibert († 1938 in München), Architekt
- 1883: Henriette Wagner († 1943 in Stuttgart), Widerstandskämpferin gegen den NS-Staat
- 1884: Elisabeth Blaustein († 1942 in Mannheim), Pionierin für Frauenrechte
- 1884: Karl Groß (Ringer) († 1941 in Ludwigshafen), Ringer
- 1884: Georg Kenzler († 1959 in Berlin), kommunistischer Politiker, MdR 1924–1928
- 1884: Daniel-Henry Kahnweiler († 1979 in Paris), deutsch-französischer Galerist und Kunsthändler, Wegbereiter des Kubismus
- 1885: Else Kündinger († 1967 in München), Schauspielerin
- 1885: Alfred Kuhn († 1940 in Kappel (Freiburg im Breisgau)), Kunsthistoriker, Kurator und Autor
- 1886: Jakob Ritter († 1951 in Mannheim), kommunistischer Politiker und Widerstandskämpfer gegen den Nationalsozialismus
- 1886: Florian Waldeck († 1960 in Mannheim), Rechtsanwalt und Politiker, Landtagsabgeordneter, Ehrenbürger
- 1886: Emmy Wehlen († 1977), Schauspielerin
- 1886: Johann Wesp († 1954 in Nieder-Ramstadt), Politiker (Zentrum), Mitglied des Hessischen Landtags
- 1887: Karl Wilhelm Hausser († 1933 in Heidelberg), Physiker
- 1887: Franz Klebusch († 1951 in Dresden), Schauspieler
- 1887: Franz Schnabel († 1966 in München), Historiker, Ehrenbürger
- 1887: Daniel Seizinger, († 1942 in Stuttgart), Widerstandskämpfer gegen den NS-Staat
- 1888: Fritz Hirsch († 1942 im KZ Mauthausen), Schauspieler und Theaterleiter
- 1888: Hans-Martin Pippart († 1918 bei Noyon), Jagdflieger und Flugzeugkonstrukteur
- 1888: Wilhelm Trautmann († 1969), Fußballspieler
- 1889: Fritz Cahn-Garnier († 1949 in Mannheim), Jurist und Politiker (SPD), Landtagsabgeordneter, Oberbürgermeister
- 1889: Theodor Humpert († 1968 in Konstanz), Lehrer und Historiker
- 1889: Franz Xaver Link († 1968 in Weinheim), Politiker (FDP/DVP)
- 1889: Fritz Wenneis († 1969 in Garmisch-Partenkirchen), Komponist
- 1890: Rudolf Ahorn († 1914 in Saint-Dié-des-Vosges), Fußballspieler
- 1890: Franz Gelb († 1948 in Mannheim), Bildhauer
- 1890: Karl Helffenstein, († 1958 in Mannheim), Politiker (FDP), Landtagsabgeordneter
- 1890: Walter Fischer († 1961 in Ulm), Generalrichter
- 1890, Wilhelm Wendelin Hoffmann († 1969), Architekt und Architekturhistoriker
- 1891: Ernst-Christoph Brühler († 1961 in Freiburg im Breisgau), Politiker (Deutsche Partei), MdB, Fraktionsvorsitzender der DP im Deutschen Bundestag 1955–1957
- 1891: Emil Michel († 1972), Politiker (SPD), Mitglied des Landtags von Nordrhein-Westfalen
- 1891: Hedwig Wachenheim († 1969 in Hannover), Sozialarbeiterin, Politikerin (SPD), Mitbegründerin der Arbeiterwohlfahrt, Autorin
- 1892: Berta Geissmar († 1949 in London), Musikwissenschaftlerin und Autorin, Privatsekretärin von Wilhelm Furtwängler
- 1892: Sybill Morel († 1942 im KZ Chełmno), Schauspielerin
- 1892: Margarethe Oppenheimer († 1942 in Auschwitz), Mathematikerin, Pädagogin, Waisenhausleiterin
- 1893: Friedrich Kreis († 1942 in Tübingen), Philosoph und Bibliothekar
- 1893: Stephanie Pellissier († 1982 in Heidelberg), Pianistin, Organistin, Chorleiterin
- 1893: Wilhelm Wassung († 1971 in Stuttgart), Politiker (NSDAP) und hessischer Landtagsabgeordneter
- 1894: Richard Dietrich († 1945 im NKWD-Speziallager Fünfeichen bei Neubrandenburg), Flugzeug-Konstrukteur und Unternehmer
- 1894: Ernst Linz († 1980 in Jerusalem), Rechtsanwalt
- 1894: Paul Nikolaus, bürgerlich Paul Nikolaus Steiner († 1933 in Zürich), Dichter, Bühnenautor, Kabarettist und Conférencier
- 1894: Kanut Schäfer († 1971 in Michelstadt), Tierarzt und Schriftsteller, Liedtexter
- 1894: Albert Schmitt († 1970 in Neckarsulm), Benediktiner in Beuron, Abt von Grüssau/Schlesien und Grüssau/Wimpfen
- 1894: Curt Tillmann († 1981 in Mannheim), Buchhändler, Erzähler und Essayist
- 1895: Karl Jakob Heinrich Brenner († 1954 in Karlsruhe), SS-Gruppenführer und Generalleutnant der Polizei im Zweiten Weltkrieg
- 1895: Walter Loeb († 1948 in London), Bankier und Politiker (SPD)
- 1895: Max Karl Schwarz († 1963 in Ottersberg), Gärtner, Garten- und Landschaftsarchitekt, Pionier des biologisch-dynamischen Anbaus
- 1896: Rupert Gießler († 1980 in Freiburg im Breisgau), Journalist
- 1896: Stefan Heymann († 1967 in Ost-Berlin), kommunistischer Politiker, Redakteur, KZ-Häftling, Kulturfunktionär der Sozialistischen Einheitspartei Deutschlands (SED), Botschafter der DDR in Ungarn und Polen, Hochschullehrer
- 1896: Robert Schmoll († 1942 in Stuttgart) hingerichteter kommunistischer Widerstandskämpfer gegen den NS-Staat
- 1896: Alois Schnorr († 1962 in Karlsruhe), Bankier und Politiker (BCSV, CDU), Landtagsabgeordneter, badischer Finanzminister
- 1896: Hildegardis Wulff († 1961 in Freiburg im Breisgau), Priorin und Gründerin des Frauenordens der Benediktinerinnen OSB von der heiligen Lioba
- 1897: Hermann Freiländer († unbekannt), Fußballspieler
- 1897: Max Hansen († 1961 in Kopenhagen), dänischer Kabarettist, Filmschauspieler und Sänger
- 1897: Josef ‚Sepp‘ Herberger († 1977 in Mannheim), Fußballspieler und -trainer
- 1897: Karl Höger († 1975 in Santa Margalida), Fußballspieler und -trainer
- 1897: Erwin Hoffstätter († 1971 in Mannheim), Ruderer
- 1897: Hans Kissel († 1975 in Aglasterhausen), Generalmajor
- 1897: Wilhelm Knevels († 1978 in Berlin), Theologe und Hochschullehrer der Deutschen Christen
- 1897: Willy Oeser († 1966 in Heidelberg), Kirchenmaler und Glaskünstler
- 1897: Max Silberstein († 1966 in Mannheim), Jurist
- 1898: Alfred Au († 1986), Fußballspieler
- 1898: Wilhelm Fuchs († 1947 in Belgrad), SS-Oberführer und Oberst der Polizei
- 1898: Xaver Fuhr († 1973 in Regensburg), Maler
- 1898: Arthur Hebel († 1981), Leichtathlet
- 1898: August Hirt († 1945 in Schönenbach), Anatom
- 1899: Kurt Bader († 1959 in Müllheim (Baden)), Jurist
- 1899: Helmut Cron († 1981 in Stuttgart), Journalist, Vorsitzender des Deutschen Journalisten-Verbandes
- 1899: Gerritje Meldau († 1994 in Berlin), Chemikerin und Frauenrechtlerin
- 1899: Ludwig Moldrzyk, († 1942 in Stuttgart), Widerstandskämpfer gegen den NS-Staat
- 1899: Reinhold Ockel, († 1989), Intendant des Ulmer Theaters während der NS-Zeit
- 1899: Franziska Schmidt († 1979 in Heilbronn), Publizistin und Politikerin (SPD), Landtagsabgeordnete
- 1899: Lou Seitz († 1985 in Heidelberg), Schauspielerin
- 1900: Paula Doell († 1983 in Heidelberg), Opernsängerin und Politikerin (CDU), MdL

### 20. Jahrhundert

#### 1901 bis 1910

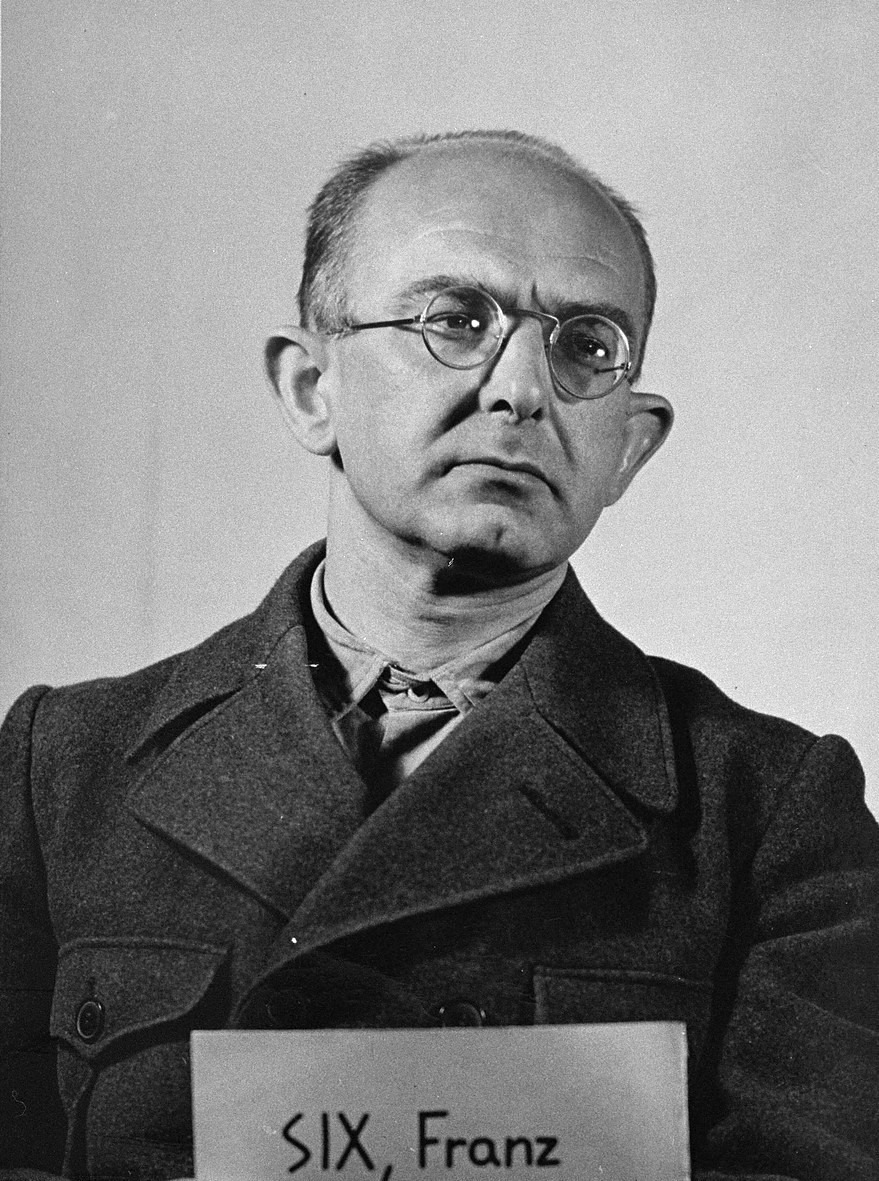
Franz Six

- 1901: Georg Friedrich Alexan († 1994 in Dornum), Journalist und Chefredakteur der DDR-Zeitung USA in Wort und Bild
- 1901: Annemarie Marks-Rocke († 2004 in Hamburg-Eppendorf), Schauspielerin, Schauspiellehrerin und Hörspielsprecherin
- 1901: Friedrich Maurer († 1980 in München), Schauspieler
- 1901: Max Müller († 1968 in Tübingen), Mathematiker und Hochschullehrer
- 1901: Ernst Strauss († 1981 in Freiburg im Breisgau), Kunsthistoriker, Klavierpädagoge und Hochschullehrer
- 1902: Bernhard Greulich († 1995 in Mannheim), Leichtathlet und Rasenkraftsportler
- 1902: Elisabeth Heimpel († 1972 in Falkau), Pädagogin, Sozialpädagogin, Autorin und Herausgeberin
- 1902: Fritz Klemm († 1990 in Karlsruhe), Maler
- 1902: Else Kocher († 29. Juli 1994 in Mannheim), Badens erste Pilotin, erste deutsche Meisterin im Geschicklichkeitsflug
- 1902: August Locherer († 1998 in Mannheim), langjähriger Mannheimer Gemeinderat (KPD, DKP) und Gewerkschafter
- 1902: Maria Scherer († 1981 in Mannheim), Politikerin (CDU), Landtagsabgeordnete
- 1902: Erik Tuxen († 1957 in Kopenhagen), dänischer Dirigent und Jazzmusiker
- 1902: Max Winterhalter († 1942 in Stuttgart), hingerichteter kommunistischer Widerstandskämpfer gegen das NS-Regime
- 1903: Erwin Gaber († 1986 in Berlin), Jurist und Präsident der Bundesversicherungsanstalt für Angestellte
- 1903: Karl Heinrich Meyer († 1988 in Brelingen), Garten- und Landschaftsarchitekt, Hochschullehrer
- 1903: Alfred Seitz († 1942 hingerichtet in Stuttgart), Mitglied der Widerstandsorganisation Lechleiter-Gruppe
- 1903: Otto Weissert († 1969 in Zürich), Theaterdirektor
- 1904: Walter Elsasser († 1991 in Baltimore), Physiker
- 1904: Karl Friedrich Hormuth († 1992 in Neibsheim), Archäologe, Finder der Werkzeuge des Homo heidelbergensis
- 1904: Franz Illner († 1988), Landrat des Landkreises Überlingen
- 1905: Theodor Emil Schmidt († 1982), Ingenieur und Hochschullehrer
- 1905: Albert Speer sen. († 1981 in London), Architekt, nationalsozialistischer Generalbauinspektor für die Reichshauptstadt, Rüstungsminister und verurteilter Kriegsverbrecher
- 1905: Paul Wandel († 1995 in Berlin), erster Minister für Volksbildung und Jugend der DDR
- 1906: Helene Berg, geborene Veser († 2006 in Berlin), Widerstandskämpferin gegen den Nationalsozialismus, Hochschullehrerin und Politikerin (KPD/SED)
- 1906: Hermann Eyer († 1997 in München), Hygieniker, Mikrobiologe und Hochschullehrer
- 1906: Julius Hatry († 2000 in Mannheim), Luftfahrt- und Raketenpionier, Filmemacher
- 1906: Hermann Herbold († 1985 in Heidelberg), Ruderer
- 1906: Richard Jatzek († 1943 in Stuttgart), hingerichteter kommunistischer Widerstandskämpfer gegen das NS-Regime
- 1906: Gustav Maier († unbekannt), Ruderer
- 1906: August Marx († 1990 in Mannheim), Wirtschaftswissenschaftler
- 1906 Rudolf von Preuschen († 2007 in Lahnstein), Landrat des Unterwesterwaldkreises in Montabaur
- 1906: Gustav Seitz († 1969 in Hamburg), Bildhauer
- 1906: Arpad Wigand († 1983 in Mannheim), SS-Oberführer
- 1907: Alfred Delp († 1945 (hingerichtet) in Berlin-Plötzensee), Katholischer Theologe, Philosoph und Widerstandskämpfer
- 1907ː Alice Dorell († 1942 ermordet) in Auschwitz, Schauspielerin und Kabarettistin
- 1907: Bernhard Fritz († 1980 in Karlsruhe), Bauingenieur, Hochschullehrer und Orchestergründer
- 1907: Aenne Kundermann († 2000), erste Diplomatin der DDR
- 1907: Ernst C. Stiefel († 1997 in Baden-Baden), deutsch-amerikanischer Jurist
- 1907: Hugo Strauß († 1941 in Golodajewa), Ruderer
- 1907: Kurt Weber († 1985 in Karlsruhe), Jurist, Richter am Bundesgerichtshof
- 1908: Gerta Blaschka († 1999 in Bad Neustadt an der Saale), Historikerin und Geodäten
- 1908: Herbert Haag († 1977 in Heidelberg), nationalsozialistischer Kulturfunktionär, Organist und Kirchenmusiker
- 1908: Wolfgang Klein († 1944 in Focșani, Rumänien), Schauspieler
- 1908: Emil Schmetzer († 1988), Fußballschiedsrichter
- 1908: Fritz Spengler († 2003 in Saarbrücken), Feldhandballspieler
- 1909: Waldemar Ernst († 2002 in Heidelberg), Jurist und Verwaltungsbeamter
- 1909: Kurt Heiß († 1976 in Ost-Berlin), kommunistischer Funktionär und Journalist
- 1909: Eugen Keidel († 1991 in Freiburg), Politiker (SPD), Oberbürgermeister von Freiburg im Breisgau von 1962 bis 1982
- 1909: Hans Maier († 1943 an der Mareth-Linie in Tunesien), Ruderer und Olympiasieger
- 1909: Wilhelm Müller († 1984), Feldhandballspieler
- 1909: Erwin Neter († 1983 in Buffalo, NY), Mikrobiologe in Buffalo
- 1909: Walter Rau († 1976), Werbeagentur-Inhaber, Politiker (CDU), Abgeordneter im Landtag Nordrhein-Westfalens
- 1909: Franz Schömbs († 1976 in München), Maler
- 1909: Maria Schwab-Hasse († 1988 in Stuttgart), Malerin, Grafikerin und Kunsthandwerkerin
- 1909: Franz Six († 1975 in Bozen), SS-Brigadeführer, NS-Funktionär, als Kriegsverbrecher verurteilt und Mitarbeiter der Organisation Gehlen bzw. des Bundesnachrichtendienstes
- 1909: Helmuth Volmer († 1971 in Sonthofen), Filmproduktionsleiter
- 1910: Rudi Baerwind († 1982 in Mannheim), Maler
- 1910: Ludwig Günderoth († 1994), Fußballspieler
- 1910: Heinz Hoffmann († 1985 in Strausberg), SED-Funktionär und Verteidigungsminister der DDR
- 1910: Gustav Kramer († 1959 in Castrovillari, Italien), Zoologe und Ornithologe
- 1910: Hajo Rose († 1989 in Leipzig), Grafiker
- 1910: Karl Leopold Schaps († 1942 in Köln), jüdisches Opfer der NS-Justiz

#### 1911 bis 1920
- 1911: Hans Eppstein († 2008 in Danderyd bei Stockholm), deutsch-schwedischer Musikwissenschaftler, Musikpädagoge und Pianist
- 1911: Heinrich Fries († 1998 in München), römisch-katholischer Theologe und Hochschullehrer
- 1911: Gertrude Goldhaber geb. Scharff († 1998 in Patchogue), Kernphysikerin
- 1911: Karl Haager († 2008), Jurist, Richter des Bundesverfassungsgerichts
- 1911: Peter Hamel († 1979 in München), Regisseur
- 1911: Otto Lebert († 1999), Politiker (CDU) und Abgeordneter des Hessischen Landtags
- 1911: Kurt Maier († 1952 in Heilbronn), Offizier der Luftwaffe
- 1911: Karl Neckermann († 1984 in Mannheim), Leichtathlet
- 1911: Adolf Würthwein († 1991), Pfarrer, Dekan und Prälat
- 1912: Otto Bauder, († 2002 in Mannheim), geboren in Seckenheim, Politiker und Widerstandskämpfer
- 1912: Fritz Haber († 1998 in Westport, CT), Flugzeug- und Turbinenkonstrukteur
- 1912: Hartmann Hubert Kreitner, († 1945 in Manila), Schulbruder und Märtyrer
- 1912: Peter Mosbacher († 1977 in Kempfenhausen), Schauspieler
- 1912: Erwin Karl Münz († 1978 in Konstanz), Dichter und Schriftsteller
- 1912: Oskar Rohr, († 1988), Fußballspieler und -trainer
- 1912: Carl Raddatz († 2004 in Berlin), Schauspieler
- 1912: Otto Siffling († 1939), Fußballnationalspieler
- 1912: Gustav Weinkötz († 1986 in Grasellenbach), Leichtathlet
- 1913: Ludwig Acker († 1998), Chemiker und Lebensmittelchemiker
- 1913: Walter Braun († 1989), Kaufmann und leitendes Mitglied verschiedener Verbände
- 1913: Hans Filbinger († 2007 in Freiburg im Breisgau), Ministerpräsident von Baden-Württemberg (CDU) 1966–1978
- 1913: Siegfried Franz († 1998 in Hamburg), Komponist
- 1913: Heinz Haber († 1990 in Hamburg), Physiker, Publizist
- 1913: Lorenz Harth († 2002 in Glan-Münchweiler), Politiker, Abgeordneter im Landtag von Rheinland-Pfalz
- 1913: Ingo Herzog († 1980 in Kirchheim unter Teck), Journalist
- 1913: Otto Hoog († 1984 in Heidelberg), Politiker (CDU)
- 1913: Fritz Salm († 1985), Politiker (KPD/DKP) und Widerstandskämpfer
- 1913: Oskar Steinbach († 1937 in Mannheim), Motorradrennfahrer
- 1913: Trude Stolp-Seitz († 2004 in Mannheim), Malerin
- 1914: Otto Diringer († 1992 in Mannheim), Fußballspieler
- 1914: Fritz Esser († 1978 in Mannheim), Politiker (SPD)
- 1914: Heinrich Herrwerth († 2008), Leichtathlet
- 1914: Hans Mayer († 1974 in Mannheim), Fußballspieler
- 1915: Geno Hartlaub, eigentlich Genoveva Hartlaub, Pseudonym Muriel Castorp († 2007 in Hamburg), Schriftstellerin
- 1915: Ernst Hartmann († 1992 in Waldkatzenbach), Mediziner
- 1915: Kurt Angstmann († 1978 in Heidelberg), Politiker der SPD und Finanzminister von Baden-Württemberg
- 1915: Helmut Wick († 1940 über dem Ärmelkanal), Jagdflieger
- 1916: Walter Schmitthenner († 1997 in Freiburg im Breisgau), Althistoriker, Hochschullehrer und Editor
- 1917: Karl Gass († 2009 in Kleinmachnow), Dokumentarfilm-Regisseur, Filmfunktionär und Autor
- 1917: Philipp Henninger († 1986 in Mannheim), Fußballspieler
- 1917: Eugen Rößling († 1965), Fußballspieler
- 1917: Kurt Sauer († 1986), Geologe
- 1917: Karl Vetter († 1984). Fußballspieler und -trainer
- 1918: Herbert Kessler († 2002), Jurist, Philosoph und Schriftsteller
- 1918: Philipp Rohr († 2007 in Mannheim), Fußballspieler und -trainer
- 1918: Walter Spagerer († 2016), Politiker (SPD) und Fußballfunktionär
- 1919: Werner Gerich († 2003 in Mannheim), Ingenieur
- 1919: Karl Heinz Hunken († 2011), Bauingenieur, Rektor der Universität Stuttgart
- 1919: Karl Ziegler († 2019 in Mannheim), Radsporttrainer
- 1920: Willi Preschle († 1989 in Mannheim), Fußballspieler

#### 1921 bis 1930
- 1921: Inge Borkh († 2018 in Stuttgart), deutsch-schweizerische Sängerin
- 1921: Josef Erb († 2006 in Freiburg im Breisgau), Fußballspieler
- 1921: Gerhard Kander († 2008 auf Jamaika), kanadischer Geiger
- 1921: Albert Neckenauer († 1998), Kommunalpolitiker, Landrat
- 1921: Anneliese Overbeck († 2004 in Flensburg), Malerin und Grafikerin
- 1921: Gottfried Sälzler († 1968 in Offenburg), Fußballspieler und Sportfunktionär
- 1922: Lotte Brott († 1998 in Montreal), kanadische Cellistin und Musikmanagerin
- 1922: Curtis W. Casewit († 2002 in Denver), deutsch-amerikanischer Schriftsteller
- 1922: Walter Danner († 1992 in Heidelberg), Fußballspieler
- 1922: Gerhard Fecht († 2006), Ägyptologe
- 1922: Julius Lehlbach († 2001 in Mainz), Gewerkschafter und Politiker (SPD)
- 1922: Hans Reiss († 2020 in Heidelberg), deutsch-irischer Literaturwissenschaftler
- 1923: Günter Freudenberg († 2000 in Berlin), Philosoph, Hochschullehrer und Stifter
- 1923: Elsbeth Janda († 2005 in Heidelberg), Conférencière, Kabarettistin, Schauspielerin, Autorin und Herausgeberin
- 1923: Willi Menz († 2020 in Mannheim), Polizeipräsident von Mannheim 1971–88
- 1923: Werner Owart († 2017 in Neuhofen, Pfalz), Orgelbauer und Organist
- 1923: Walter Pahl († 2011), Betriebswirt, Politiker (SPD) und Präsident der Europäischen Baugenossenschaften in Brüssel
- 1923: Karl Theodor Uhrig († 2000 in Lahr), Politiker (CDU), Landtagsabgeordneter
- 1923: Walter Adolf Strauss († 2008), deutsch-amerikanischer Literaturwissenschaftler und Hochschullehrer
- 1924: Erich Gropengießer († 2003 in Mannheim), Prähistoriker
- 1924: Ernst Helmstädter († 2018 in Münster), Wirtschaftswissenschaftler
- 1924: Hans Bernhard Meyer († 2002 in Innsbruck), katholischer Theologe
- 1924: Anneliese Rothenberger († 2010 in Münsterlingen, Schweiz), Opernsängerin
- 1924: Dieter Spiess († 2017 in Battenberg), Unternehmer und Honorarkonsul von Burkina Faso
- 1924: Kurt Wilhelm († 2013), Büttenredner, „de Groiner“
- 1925: Arnold Feil († 2019 in Tübingen), Professor für Musikwissenschaft an der Universität Tübingen sowie Musikgeschichte an der Hochschule für Musik, Musik, Theater und Medien Hannover
- 1925: Gerlach Fiedler († 2010 in Hamburg), Schauspieler, Regisseur, Schriftsteller und Synchronsprecher
- 1925: Herbert Kirschner († 2010 in Mannheim), Kanute, Olympiateilnehmer
- 1925: Giselher Klebe († 2009 in Detmold), Komponist (unter anderem Orchesterwerke und Ballette)
- 1926: Helm Stierlin († 2021), Psychiater, Psychoanalytiker und Systemischer Familientherapeut
- 1927: Rudolf Bock († 2024 in Darmstadt), Experimentalphysiker und Kernphysiker
- 1927: Addi Feuerstein, Jazzmusiker
- 1927: Renee Harmon († 2006 in Visalia, USA), Schauspielerin
- 1927: Ernst Kolb († 1993 in Mannheim), Art-Brut-Künstler und Mannheimer Original
- 1927: Lienhard Pflaum († 2018 in Unterhaugstett), evangelischer Theologe, Pfarrer, Redakteur, Autor und Direktor der Liebenzeller Mission
- 1927: Fritz Rößling († 2011), Fußballspieler
- 1928: Samuel Adler, Komponist und Instrumentationslehrer in den USA (Eastman School of Music)
- 1928: Doris Herzberg, verheiratete Perlstein († 2001 in Mannheim), Überlebende der NS-Judenverfolgung
- 1928: Wolfgang Kirchgässner († 2014 in Freiburg), römisch-katholischer Weihbischof im Erzbistum Freiburg im Breisgau
- 1928: Herbert Letsch, Kunst- und Kulturwissenschaftler
- 1928: Arnd Morkel († 2020), Politikwissenschaftler
- 1928: Walter Proebster († 2020), Elektrotechniker, Informatiker und Hochschullehrer
- 1928: Karl Schmucker († 2024), Architekt
- 1928: Hermann Weber († 2014 in Mannheim), Historiker
- 1929: Walter Beck († 2024), Regisseur
- 1929: Günter Biemer († 2019 in Staufen), Gründer der Deutschen John-Henry-Newman-Gesellschaft und Professor für Religionspädagogik an Universität Freiburg im Breisgau
- 1929: Klaus Hecker († 2019 in Nordhausen), Diplom-Ingenieur und Politiker
- 1929: Helmut Kissel, Baptistenpastor, Kunstmaler, Illustrator
- 1929: Simon Lauer, († 2025), Altphilologe und Judaist
- 1929: Hans Mark († 2021 in Austin, Texas), US-amerikanischer Physiker, Ingenieur und Wissenschaftsmanager
- 1929: Herbert Mies († 2017 in Mannheim), Politiker und 1973–1990 Vorsitzender der Deutschen Kommunistischen Partei
- 1929: Wolfgang Sehringer († 2024), Pädagoge und Psychologe
- 1929: Eduard Seidler († 2020 in Freiburg im Breisgau), Medizinhistoriker, Hochschullehrer und Professor an der Albert-Ludwigs-Universität Freiburg
- 1929: Karla Spagerer († 2025 in Mannheim), Zeitzeugin des Nationalsozialismus
- 1929: Walter Stallwitz († 2022 in Mannheim), Maler
- 1929: Oliver Storz († 2011 in Egling), Regisseur
- 1930: Edgar Basel († 1977 in Mannheim), Boxprofi, Silbermedaille 1952 in Helsinki
- 1930: Niels Clausnitzer († 2014 in München), Schauspieler, Synchronsprecher und Psychotherapeut
- 1930: Otto Eberhardt († 2019 in Schwetzingen), Kunstmaler
- 1930: Vera Lebert-Hinze, Lyrikerin
- 1930: Konrad Schön († 2021), Hochschullehrer und Politiker (CDU), Mitglied des Saarländischen Landtags

#### 1931 bis 1940

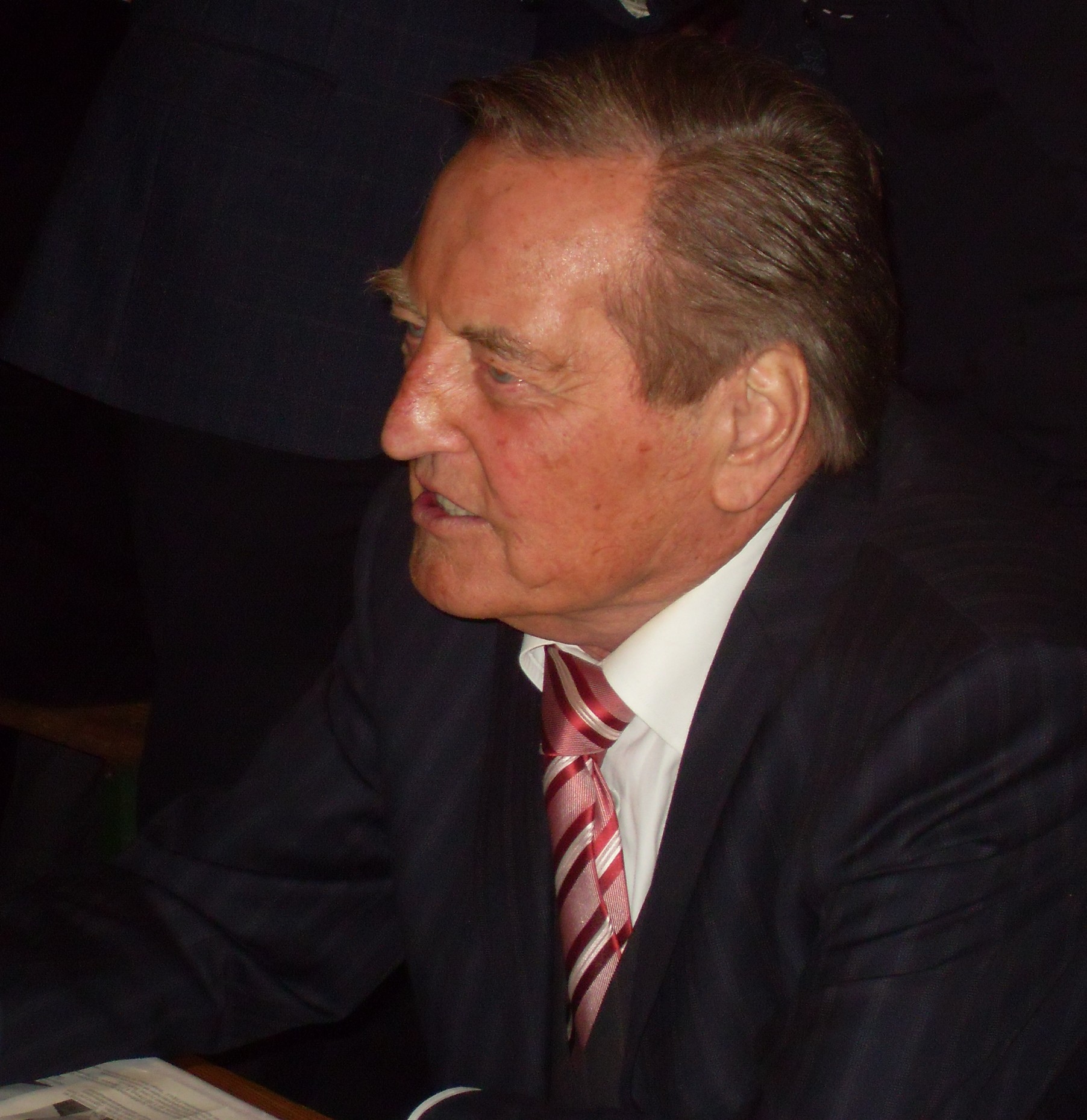
Gerhard Mayer-Vorfelder

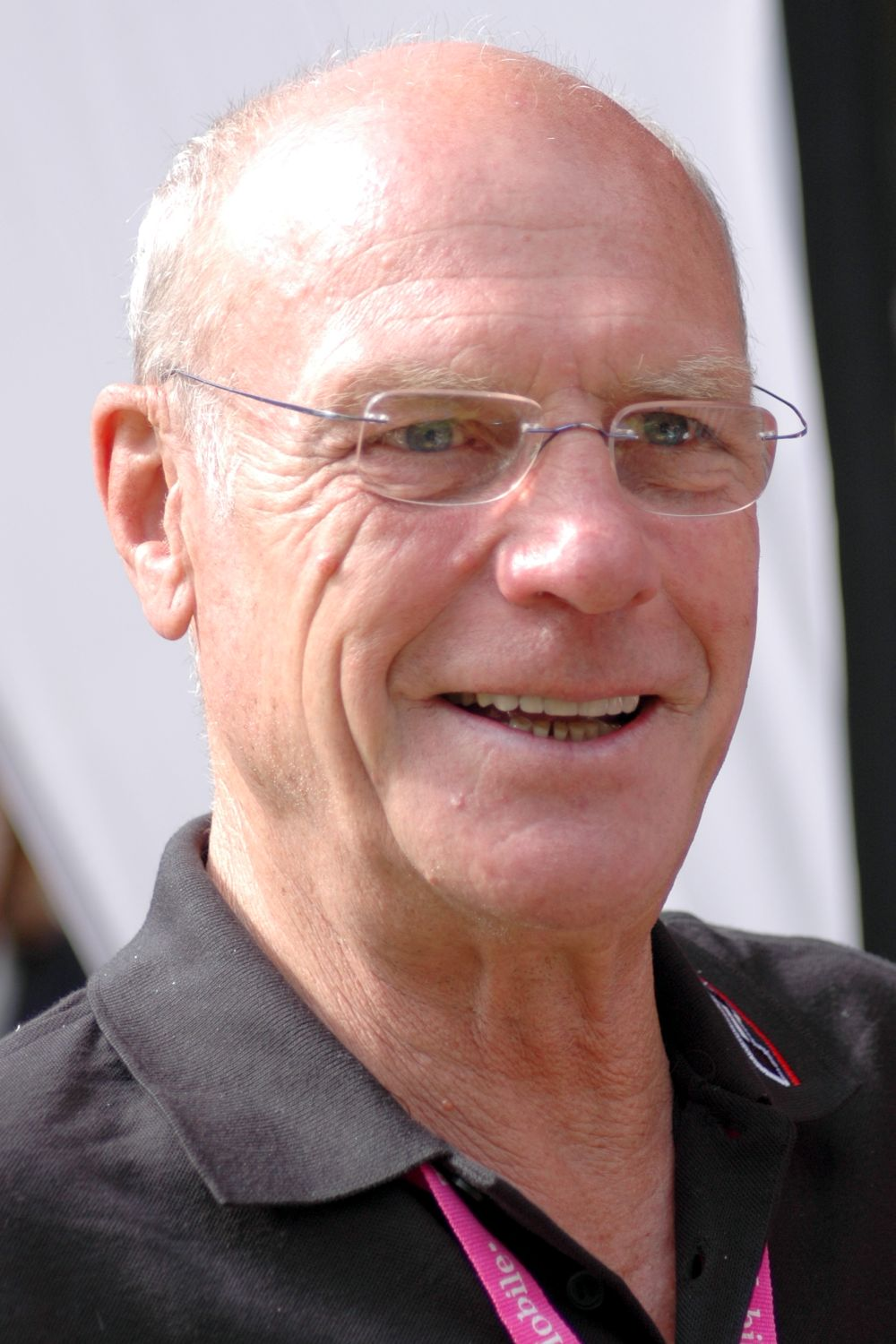
Rudi Altig

- 1931: Helga Erny, geb. Klein († 2021 in Mannheim), Leichtathletin und Olympiamedaillengewinnerin
- 1931: Hermann Fünfgeld († 2018), Publizist und Intendant des SDR
- 1931: Herbert Kesel († 2011 in Saarbrücken), Ruderer
- 1931: Gerhard Ernst Merk († 2020 in Siegen), Wirtschaftswissenschaftler und Hochschullehrer
- 1931: Karlheinz Schauder († 2021 in Landstuhl), Autor, Lokalhistoriker und Literaturkritiker
- 1931: Lothar Michael Schmitt († 2011), Dramaturg, Regisseur, Synchronautor und -regisseur
- 1931: Hans Rudolf Zöbeley († 2007 in Garmisch-Partenkirchen), Komponist, Chordirigent und Kirchenmusiker
- 1932: Peter Dreher († 2020 in Freiburg i. Br.), Maler
- 1932: Hansjörg Probst († 2016 in Mannheim), Historiker, Politiker und Pädagoge
- 1932: Michael Schmidt († 2019), Diplomat, Botschafter der Bundesrepublik Deutschland
- 1933: Hans Bichelmeier († 2016), Ruderer und Trainer, Unternehmer und Mäzen
- 1933: Reinhold Johannes Buhl († 2021  in Marthashofen), Musiker
- 1933: Gerhard Mayer-Vorfelder († 2015 in Stuttgart), Präsident des Deutschen Fußball-Bundes und Minister in Baden-Württemberg (CDU)
- 1933: Horst Seidelmann († 2019 in Mannheim), Jazzmusiker
- 1934: Henner Graeff († 2011), Mediziner und Hochschullehrer
- 1934: Gertrud Häfner († 2008 in Heidelberg), Autorin von Lyrik und Prosa (kurpfälzisch und hochdeutsch)
- 1934: Pit Krüger († 2003 in Frankfurt am Main), Schauspieler
- 1934: Fritz Münzer († 2007 in Weinheim), Jazzmusiker, Saxophonist, Klarinettist
- 1934: Werner Nagel († 1993 in Mannheim), Politiker (SPD), Bundestagsabgeordneter
- 1934: Klaus Offerhaus († 2019 in München), Präsident des Bundesfinanzhofs
- 1934: Arno Reinfrank († 2001 in London), Schriftsteller, Publizist und Übersetzer
- 1935: Willi Altig, Radrennfahrer
- 1935: Irmela Brender († 2017 in Sindelfingen), Schriftstellerin und Übersetzerin
- 1935: Klaus Lüder, Ökonom und Hochschullehrer
- 1935: Hans Maaß († 2021 in Landau), evangelischer Pfarrer
- 1935: Hermann Neubert († 2003 in Bühl), Jurist und Mykologe
- 1935: Fred Reibold († 2013 in Mannheim), Musiker und Entertainer (Der Jäger aus Kurpfalz)
- 1935: Claus Wellenreuther, Unternehmer und Mitbegründer der SAP AG
- 1936: Inge Brück, Sängerin (Anouschka), Teilnehmerin am 12. Grand Prix de la Chanson 1967
- 1936: Roger Fritz († 2021 in München), Schauspieler, Filmemacher und Fotograf
- 1936: Claus A. Froh, Autor und Gestalter
- 1936: Helmut Heene, Manager und Verbandsfunktionär, Mitglied des Bayerischen Senats
- 1936, Roland „Rolles“ Hoffmann († 2022 in Mannheim), Baseballspieler, -trainer und Catcher
- 1936: Albert Huser, Gewichtheber
- 1936: Margarethe Krieger († 2010 in Heidelberg), Kunsthistorikerin, Grafikerin und Illustratorin
- 1937: Rudi Altig († 2016 in Remagen), Radsportler, Weltmeister 1966
- 1937, Manfred Höfler († 1995), Romanist, Sprachwissenschaftler, Lexikograf und Hochschullehrer
- 1937: Horst Jung, Professor für Biophysik und Strahlenbiologie, Ordinarius in Hamburg, Beiratsvorsitzender des Hamburger Tumorzentrums
- 1937: Klaus Oettinger, Germanist und Literaturhistoriker
- 1937: Gerhard Reber († 2023 in Maria Alm, Österreich), Wirtschaftswissenschaftler und Hochschullehrer
- 1937: Bernd Rohr († 2022 in Mannheim), Radsportler
- 1937: Klaus Rosen, Althistoriker und Hochschullehrer
- 1937: Hans J. Schäfer († 2024), Chemiker und Hochschullehrer in Münster
- 1937: Adolf J. Schwab, Ingenieur und emeritierter Professor am Institut für Elektroenergiesysteme und Hochspannungstechnik des Karlsruher Instituts für Technologie
- 1937: Lothar Steinbach, Historiker und Hochschullehrer
- 1937: Erwin Vetter, Politiker (CDU) und 1987–1998 Landesminister (unter anderem Umwelt bzw. Soziales) in Baden-Württemberg
- 1937: Manfried Weber, Pädagoge und Politiker (SPD), Abgeordneter des Hessischen Landtags
- 1938: Lutz Backes (Bubec), international anerkannter Karikaturist und Autor
- 1938: Hans-Dieter Busch († 2009 in Frankenthal), Kaufmann und Politiker (CDU), Mitglied des Landtags von Rheinland-Pfalz
- 1938: Peter Graf († 2013 in Mannheim), Tennismanager und Vater von Steffi Graf
- 1938: Eckhard Horn († 2004), Jurist und Hochschullehrer
- 1938: Karl-Otto Jung, Maler und Hochschullehrer
- 1938: Karl Kirsch († 2022 in Berlin), Gravitationsphysiologe und Hochschullehrer
- 1938: Helga Korthaase († 2023 in Berlin), Politikerin, Staatssekretärin im Land Berlin
- 1938: Falk von Maltzahn, ehemaliger Richter am Bundesgerichtshof
- 1938: Heinrich Mohr († 2017), Literaturwissenschaftler
- 1938: Brinna Otto, Klassische Archäologin
- 1938: Winfried Scheuermann, Politiker (CDU) und Mitglied des Landtags von Baden-Württemberg
- 1938: Horst Sieber († 2025 in Sinsheim), Politiker (CDU), Oberbürgermeister von Sinsheim
- 1938: Hans Helmut Speidel, Brigadegeneral des Heeres der Bundeswehr
- 1939: Wilhelm Bungert, Tennisspieler (Wimbledon-Finale 1967, 43 Davis-Pokal-Spiele)
- 1939: Klaus Dürr († 1997 in Berlin), Politiker
- 1939: Hans Mangold († 1997 in Heiligkreuz), Radrennfahrer und Radsporttrainer
- 1939: Klaus May († 2004 in Mannheim), Bahnradsportler und Weltmeister
- 1939: Christiane Schmidtmer († 2003 in Heidelberg), Hollywood-Schauspielerin, Mannequin und Model
- 1940: Hans-Dieter Betz, Experimentalphysiker und Hochschullehrer
- 1940: Margit Fleckenstein, Rechtsanwältin,  Landessynode-Präsidentin der Evangelischen Kirche
- 1940: Edgar Gutbub († 2017 in Wuppertal), Bildhauer, Installationskünstler und Graphiker
- 1940: Wolfgang Huber, Internist, Nephrologe und Umweltmediziner
- 1940: Gerd Kohlhepp, Wirtschaftsgeograph und Brasilienforscher
- 1940: Gunther Morche († 2012), Musiker, Musikwissenschaftler und Hochschullehrer
- 1940: Ulla Norden († 2018 in Bad Neuenahr), Schlagersängerin (Urlaub, mach mal Urlaub; Ich bin verliebt in den eigenen Mann)
- 1940: Hans-Jürgen Wäckerle († 2019), Fußballspieler
- 1940: Kurt Weis, Soziologe und Hochschullehrer
- 1940: Gerhard Widder, Politiker (SPD), Oberbürgermeister von Mannheim 1983–2007

#### 1941 bis 1950

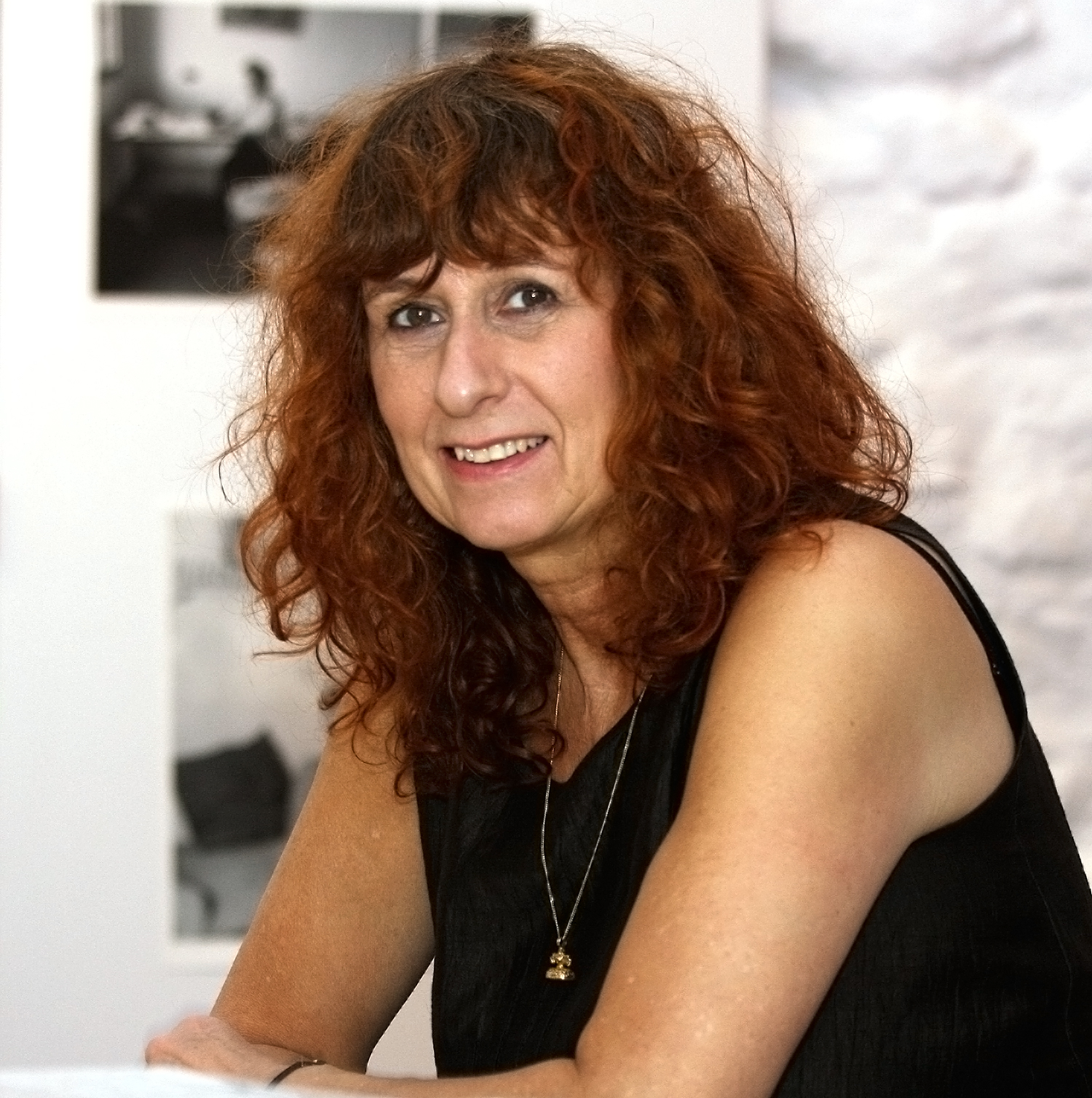
Franziska Becker (2009)

- 1941: Helge Jörns, Komponist und Musikpädagoge
- 1942: Peter Antes, Religionswissenschaftler
- 1942: Rudi Keller, Linguist und Hochschullehrer
- 1942: Kurt Lammert, Eishockeyspieler
- 1942: Bernd Lütz-Binder, Rechtsanwalt und Autor
- 1942: Hans-Peter Schönsiegel, Moderner Fünfkämpfer Militär WM-Bronze
- 1943: Hans Peter Duerr, Ethnologe, Kulturhistoriker und Hochschullehrer
- 1943: Wilhelm Genazino († 2018 in Frankfurt am Main), Schriftsteller, Georg-Büchner-Preis 2004
- 1944: Gerhard W. Back, General und Inspekteur der Luftwaffe
- 1944: Lothar Schähfer († 2015 in Mannheim), Schlagersänger des Duos Nina & Mike
- 1945: Bernhard Streck, Ethnologe
- 1946: Fred Breinersdorfer, Drehbuchautor und Rechtsanwalt
- 1946: Peter Raisch († 2010 in Wiesbaden), Polizist, Präsident des Hessischen Landeskriminalamts
- 1947, Peter von Becker, Kulturjournalist, Autor und Dramaturg
- 1947: Gerd Biegel, Historiker
- 1947: Peter Diringer († 2020), Fußballspieler
- 1947: Bernhard Heinze, Arzt in Würzburg, Ghana, Simbabwe und Somalia
- 1947: Erhard Jöst, Kabarettist und Autor
- 1947: Uschi Keszler, Eiskunstläuferin und international erfolgreiche Choreografin und Trainerin
- 1947: Hugo Müller-Vogg, Journalist, Buchautor und Publizist
- 1947: Eberhard Rausch, Eiskunstläufer
- 1947: Jürgen Tschan, Profi-Radrennfahrer
- 1947: Rainer Welz, Soziologe, Verlagsgründer und Autor
- 1948: Karl Johannes Aymanns, Apotheker und Manager
- 1948: Joseph Huber, Ökonom, Sozialwissenschaftler und Hochschullehrer
- 1948: Peter Axel Schmitt, Übersetzungswissenschaftler und Hochschullehrer
- 1948: Günter Sebert, Ehrenspielführer und Rekordspieler des SV Waldhof Mannheim
- 1948: Rolf Seltenreich, Politiker (SPD)
- 1948: Timo Zahnleiter, Fußballspieler
- 1949: Franziska Becker, Cartoonistin
- 1949: Günter Blum († 1997), Fotograf, Grafikdesigner und Fotodesigner
- 1949: Sebastian Knauer, Journalist und Schriftsteller
- 1949: Max Nagel, Politiker (SPD), Landtagsabgeordneter
- 1949: Rainer Ulrich († 2023), Fußballspieler und -trainer
- 1949: Axel Wermke, Pädagoge und Synodalpräsident in Baden
- 1950: Dietmar Danner, Fußballnationalspieler
- 1950: Hans Fassnacht, Schwimmer
- 1950: Helen Heberer, Politikerin (SPD), Landtagsabgeordnete
- 1950: Joachim Schäfer, Komponist, Musiker

#### 1951 bis 1960
- 1951: Andreas Köbner, Komponist

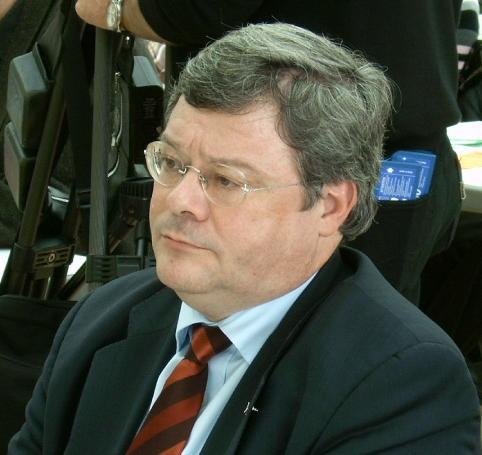
Reinhard Bütikofer

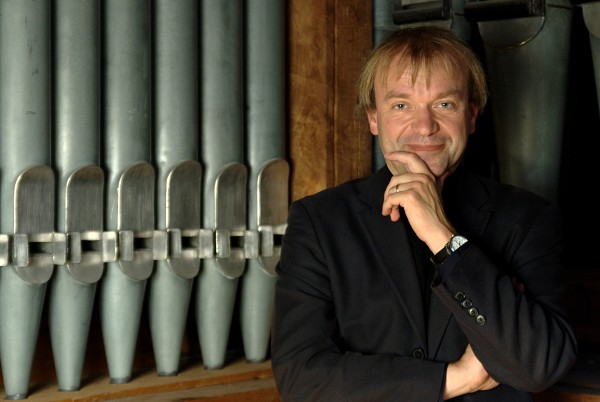
Matthias Ank

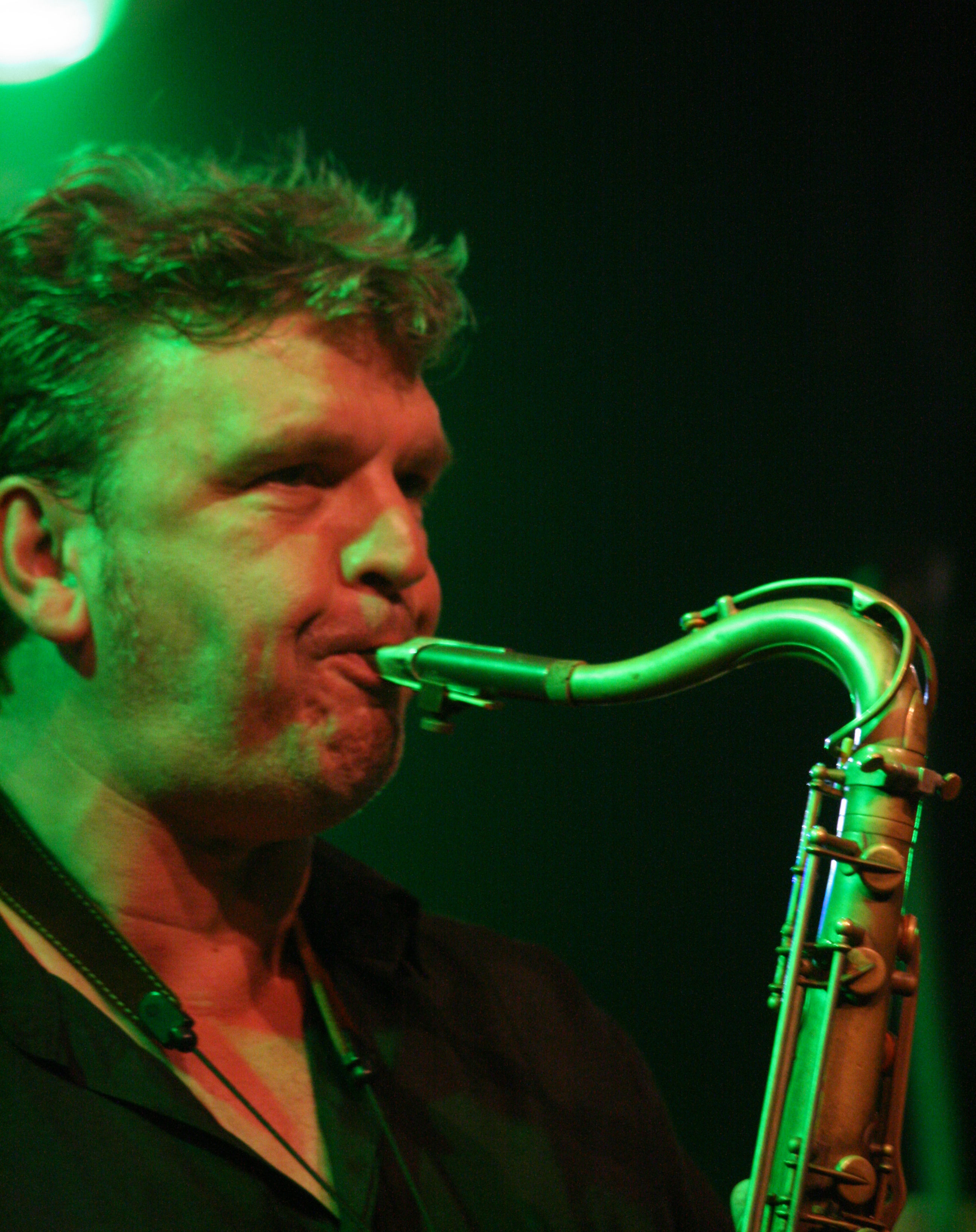
Matthias Dörsam (2010)

- 1951: Tim Pfau, Jazz- und Fusionmusiker
- 1951: Gabriele Schnaut († 2023), Opernsängerin
- 1951: Charles „Charly“ Graf, Boxer, Deutscher Meister 1985
- 1952: Dorle Ferber, Musikerin (Geige), Klangkünstlerin und Autorin
- 1952: Dario Fontanella, italienischer Speiseeisfabrikant
- 1952: Dorothee Freudenberg, Medizinerin, Politikerin, Mitglied der Hamburgischen Bürgerschaft
- 1952: Michael Karst, Leichtathlet und Olympiateilnehmer
- 1952: Rolf Lauter, Kunsthistoriker, Kurator und Kulturmanager
- 1952: Thomas F. Meyer, Biologe, Direktor am Max-Planck-Institut
- 1952: Nora Noé, Schriftstellerin
- 1952: Gerhard Werle, Rechtswissenschaftler
- 1953: Reinhard Bütikofer, Politiker (Bündnis 90/Die Grünen)
- 1953: Madeleine Dietz, Bildhauerin
- 1953: Jörg Etz, Eishockeyspieler
- 1953: Jutta Fischer, Politikerin (SPD), Oberbürgermeisterin der Lutherstadt Eisleben
- 1953: Wolfgang Pföhler, Politiker (CDU), Bürgermeister und Manager
- 1953: Gernot Rohr, Fußballspieler und -trainer
- 1953: Peter Seiler, Komponist, Musiker und Pianist
- 1954: Peter Boudgoust, Intendant des SWR
- 1954: Sylvia Schraut, Historikerin
- 1954: Natan Sznaider, israelischer Soziologe
- 1954: Karlheinz Weisenseel, Leichtathlet
- 1954: Doris Wolf, Psychologin, Psychotherapeutin und Fachautorin
- 1954: Thomas Wörtche, Literaturkritiker
- 1955: Marion Caspers-Merk, Bundestagsabgeordnete und parlamentarische Staatssekretärin (SPD)
- 1955: Hubertus Drobner, katholischer Theologe
- 1955: Hans Freudenberg, Politiker (FDP), Landtagsabgeordneter
- 1955: Reiner Hollich, Fußballspieler und -trainer
- 1955: Jochen Kruse, Journalist und Kommunalpolitiker in Hessen
- 1955: Stefan Lippe († 2020), deutsch-schweizerischer Versicherungsmanager
- 1955: Richy Müller, Schauspieler
- 1955: Eberhard Pelke, Bauingenieur
- 1955: Thomas Römer, schweizerisch-deutscher evangelischer Theologe, Hochschullehrer
- 1955: Jürgen Seidelmann, Sportschütze, mehrfacher deutscher Meister
- 1956: Jutta Allmendinger, Soziologin und Hochschullehrerin
- 1956: Walter Bayer, Rechtswissenschaftler und Hochschullehrer
- 1956: Bernd Jeand’Heur, († 1997 in Mannheim), Jurist
- 1956: Marcus Kuhl, Eishockeyspieler, Manager der Adler Mannheim
- 1956: Stefan Schneider, Jurist, Richter am Bundesfinanzhof
- 1956: Roland Weiß († 2020), Politiker
- 1957: Hans-Jürgen Boysen, Fußballspieler und -trainer
- 1957: Karin Lambert-Butenschön, Journalistin und Moderatorin
- 1957: Juliane Lorenz, Filmeditorin, Regisseurin, Produzentin und Autorin
- 1957: Volker März, Künstler in den Bereichen Skulptur, Installation und Performance
- 1957: Susanne Pfleger, Kunsthistorikerin und Kuratorin
- 1957: Wolfgang Raufelder († 2016), Politiker (Bündnis 90/Die Grünen), Landtagsabgeordneter
- 1957: Jan Schütte, Regisseur
- 1957: Werner Walter († 2016), Ufologe
- 1958: Ralf Bartenschlager, Virologe, Professor
- 1958: Stephanie Böhm, Klassische Archäologin und Hochschullehrerin
- 1958: Martin Brauß, Pianist und Hochschullehrer
- 1958: Peter Grabinger, Pianist
- 1958: Horst Hamann, Fotograf
- 1958: Manfred Kern, Politiker (Bündnis 90/Die Grünen), Landtagsabgeordneter
- 1958: Armin Lindauer, Grafik-Designer und Maler
- 1958: Helmut Schuster, Kurator, Kunstkritiker und Filmemacher
- 1959: Matthias Ank, Kirchenmusiker
- 1959: Martin Bender, Jurist, Richter am Bundesgerichtshof
- 1959: Dagobert Böhm, Gitarrist und Musikproduzent
- 1959: Joachim Casper, Eishockeytorwart
- 1959: Michael Claußen († 2006), Chemieingenieur und Hochschullehrer
- 1959: Sabine Grebe († 2009 in Guelph/Kanada), Altphilologin, Hochschullehrerin
- 1959: Gerlinde Huber-Rebenich, Altphilologin und Hochschullehrerin
- 1959: Patrick Huber, Künstler
- 1959: Ferdinand Mack, 5-facher Kickboxweltmeister
- 1959: Ingrid Pfendtner, Autorin
- 1959: Birgit Reinemund, Politikerin (FDP)
- 1959: Andreas Rizzi, Leichtathlet
- 1960: Manfred Born, Jurist
- 1960: Matthias Dörsam, Jazz- und Studiomusiker (Saxophone, Klarinette, Flöte)
- 1960: Andreas Fuchs, Altorientalist
- 1960: Christian Haass, Biochemiker
- 1960: Jeanette Hofmann, Politikwissenschaftlerin
- 1960: Wolfram Kinzig, evangelischer Kirchenhistoriker, Hochschullehrer
- 1960: Peter Obresa, Eishockeynationalspieler
- 1960: Folke Paulsen, Schauspieler
- 1960: Fritz Walter, Rekordtorschütze beim SV Waldhof Mannheim

#### 1961 bis 1970

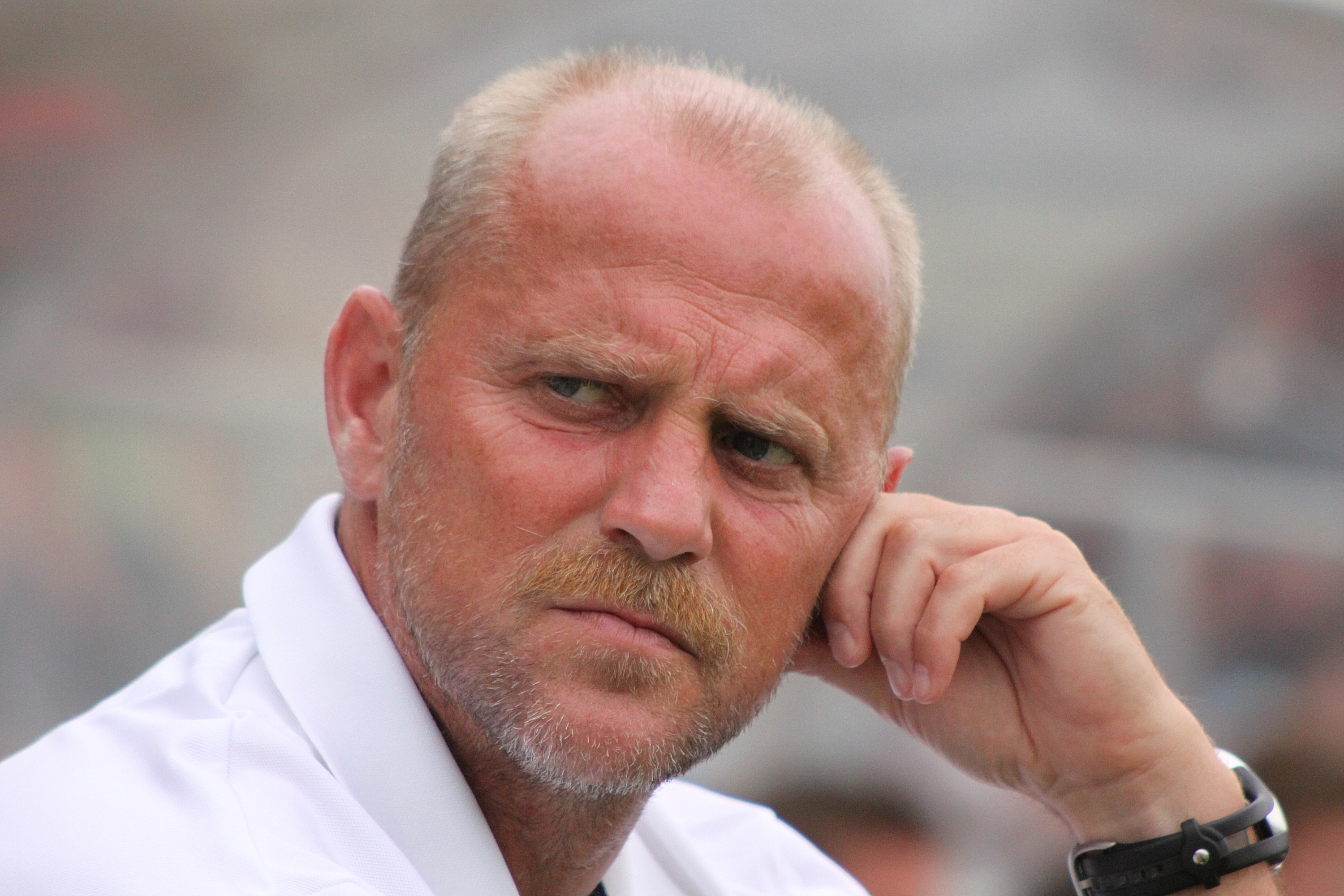
Thomas Schaaf

- 1961: Jürgen Adams, Eishockeyspieler
- 1961: Dietmar Brixy, Maler und Bildhauer
- 1961: Rudolf Grimm, Physiker
- 1961: Matthias Grünberg, Jurist, Präsident des Sächsischen Verfassungsgerichtshofes
- 1961: Martin Helmig, Baseballspieler und -trainer
- 1961: Peter Kapp, Bäcker und Konditor, Autor und Dozent
- 1961: Angelika Krebs, Philosophin
- 1961: Gert Nultsch, Generalmajor des Heeres der Bundeswehr
- 1961: Helmut Puff, Germanist und Historiker
- 1961: Matthias Rohnacher, erster deutschsprachiger Poker-Weltmeister
- 1961: Thomas Schaaf, Fußballspieler und -trainer
- 1961: Monika Schnitzer, Wirtschaftswissenschaftlerin
- 1961: Ralph Watzel, Geologe
- 1962: Christian Habekost, Comedian, Kabarettist und Calypso-Sänger
- 1962: Ingo Juchler, Politikdidaktiker und Hochschullehrer
- 1962: Jörg Kinzig, Rechtswissenschaftler, Kriminologe, Hochschullehrer
- 1962: Peter Kurz, Jurist und Politiker (SPD), Oberbürgermeister
- 1962: Ulf Quaisser, Fußballspieler
- 1962: Uwe Rahn, Fußballnationalspieler
- 1962: Christine Reinle, Historikerin, Hochschullehrerin
- 1962: Angelika Schnell, Architektin
- 1962: Markus Weise, Hockeytrainer
- 1962: Carsten Wirth, Wirtschaftswissenschaftler und Hochschullehrer
- 1963: Ulrike Hahn, Psychologin, Kognitionswissenschaftlerin, Hochschullehrerin
- 1963: Sascha Müller-Kraenner, Bundesgeschäftsführer der Deutschen Umwelthilfe
- 1963: Claudia Öhlschläger, Germanistin
- 1963: Alisa Palmer, Schauspielerin und Synchronsprecherin
- 1963: Stefan A. Schirm, Politikwissenschaftler
- 1963: Jochen Zeitz, Vorstandsvorsitzender der Puma AG
- 1964: Christoph Binninger, Priester und Theologe
- 1964: Richard Brox, Bestsellerautor und Literaturpreisträger.
- 1964: Daniel „Danda“ Cordes, Jazzbassist
- 1964: Konstantin Groß, Journalist
- 1964: Johannes M. Herrmann, Zellbiologe, Biochemiker und Hochschullehrer
- 1964: Arno Köster, Journalist, Autor und Moderator
- 1964: Bernd Kriebel, Politiker (Tierschutzpartei)
- 1964: Frank Mentrup, Politiker (SPD), Landtagsabgeordneter, Oberbürgermeister von Karlsruhe
- 1964: Michael Metz, Hockeyspieler, Olympiasieger
- 1964: Hans Nieswandt, DJ, Musikproduzent und Buchautor (lebt in Köln)
- 1964: Peter Schlör, Fotograf und bildender Künstler
- 1964: Ute Schönherr († 2023 in Aventura, Florida), Sängerin
- 1964: Martin Weitz, Physiker und Hochschullehrer
- 1965: Oliver Kreuzer, Fußballspieler und -funktionär
- 1965: Christine Lambrecht, Politikerin (SPD) und MdB
- 1965: Rita Müller, Historikerin und Museumsdirektorin
- 1965: Beate Ochsner, Geisteswissenschaftlerin, Professorin für Medienwissenschaft
- 1965: Harald Rau, Kommunikationswissenschaftler, Hochschullehrer, Autor und Journalist
- 1965: Petra Schäfer, Autorin und Verlegerin
- 1965: Claude Schmidt, Pianist und Musikproduzent
- 1965: Jochen Stay († 2022 in Suerhop), Umweltaktivist und Publizist
- 1965: Markus Stein, Filmregisseur, Kameramann und Drehbuchautor
- 1966: Thomas Gimbel, Schauspieler und Theaterregisseur
- 1966: Bernd Gramminger, Fußballspieler
- 1966: Christian Herrmann, evangelischer Theologe und Bibliothekar
- 1966: Franz Jung, katholischer Geistlicher, Bischof von Würzburg
- 1966: Thomas Martin, Koch mit zwei Sternen im Guide Michelin ausgezeichnet
- 1966: Christian Specht, Politiker (CDU), Oberbürgermeister Mannheims
- 1966: Martina Weber, Juristin, Fachautorin und Lyrikerin
- 1966: Peter J. Weber, Wirtschaftswissenschaftler und Hochschullehrer
- 1966: Paloma Varga Weisz, Bildhauerin und Zeichnerin
- 1966: Jürgen Weitz, Chirurg
- 1967: Joachim Burkard, katholischer Geistlicher und Theologe
- 1967: Felix Finster, Mathematiker und Hochschullehrer
- 1967: Norbert Knopf, Politiker (Bündnis 90/Die Grünen)
- 1967: Georg Sans, Philosoph
- 1967: Peter Simon, Politiker (SPD)
- 1967: Hillard von Thiessen, Frühneuzeithistoriker
- 1967: Reiner Witzel, Jazzmusiker
- 1968: Kai Adomeit, Pianist
- 1968: Stefan Fulst-Blei, Politiker (SPD)
- 1968: Marco Pezzaiuoli, Fußballtrainer
- 1968: Daniela Schulz, Autorin, Filmregisseurin und -produzentin
- 1968: Nicole Simon, Fotografin
- 1968: Björn Sinnhuber, Leichtathlet
- 1968: Anna Franziska Srna, österreichische Schauspielerin
- 1968: Karin Stephan, Ruderin, Weltmeisterin
- 1968: Jens-Oliver Weiß, Sozialwissenschaftler und Hochschullehrer
- 1969: Andreas Clauß, Fußballspieler und Trainer SV Waldhof Mannheim
- 1969: Steffi Graf, Tennisspielerin
- 1969: Susanne Lepsius, Rechtshistorikerin
- 1969: Helke Rausch, Historikerin
- 1969: Markus Freiherr von Rotberg, Fußballspieler
- 1969: Alexander Schilling, Theaterregisseur
- 1969: Alexander Taubert, Triathlet
- 1970: Matthias Daenschel, Theatermaler, Animator und Trickfilmregisseur
- 1970: Thomas Diez, Politikwissenschaftler und Hochschullehrer
- 1970: Hartmut Ellrich, Historiker, Buchhändler und Journalist
- 1970: Barbara Hammer, Informatikerin und Hochschullehrerin
- 1970: Alexander Hartung, Schriftsteller
- 1970: Tabea Heynig, Schauspielerin
- 1970: Hans-Werner Klohe, Choreograph
- 1970: Sybille Philippin, geborene Specht, Opernsängerin
- 1970: Alejandro Preinfalk, costa-ricanischer Skirennläufer

#### 1971 bis 1980

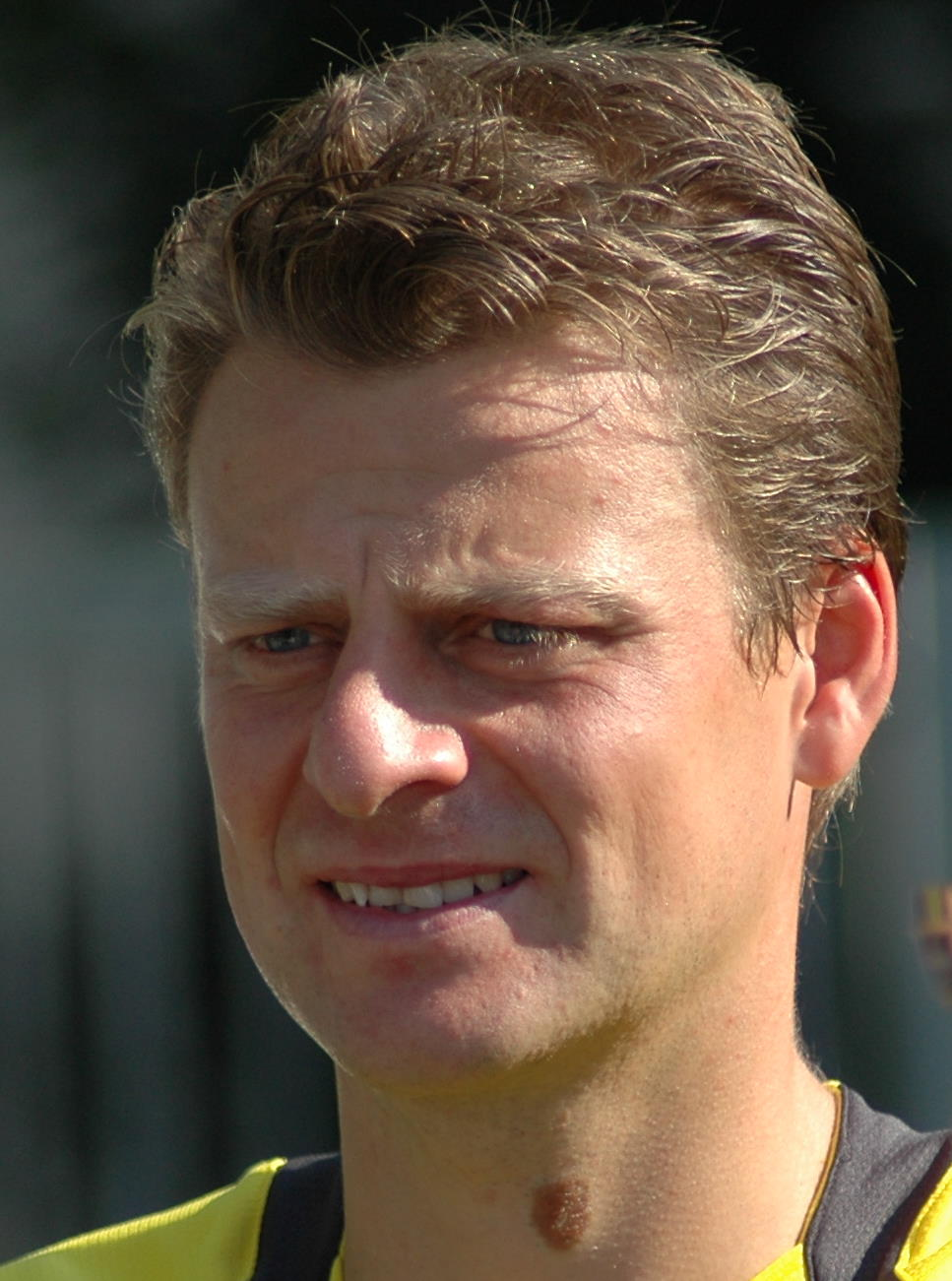
Christian Wörns

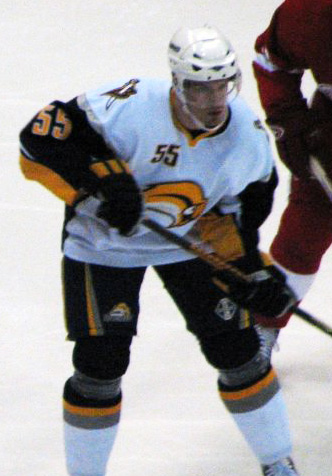
Jochen Hecht

- 1971: Katja Heijnen, Hörfunkjournalistin und -moderatorin
- 1971: Heiko Herrlich, Fußballspieler und -trainer
- 1971: Myriam Holme, Künstlerin
- 1971: Nina Kunzendorf, Schauspielerin
- 1971: Xavier Naidoo, Soul- und R&B-Sänger
- 1971: Christian Titz, Fußballspieler und -trainer
- 1972: Götz Diergarten, Fotograf
- 1972: Norbert Hofmann, Fußballspieler
- 1972: Christian Lang, Maler, Zeichner und Illustrator
- 1972: Peter Rosenberger, Politiker (CDU), seit 2009 Oberbürgermeister von Horb
- 1972: Christian Wörns, Fußballnationalspieler
- 1973: Ümit Davala, türkischer Fußballspieler und -trainer
- 1973: Philipp Franz zu Guttenberg, deutsch-österreichischer Land- und Forstwirt
- 1973: Danny Winkler, Fußballspieler und -trainer
- 1974: Lexi Alexander, Film- und Fernsehregisseurin
- 1974: Catherine Bode, Schauspielerin
- 1974: Thomas Fetzer, Rechtswissenschaftler
- 1974: Selahattin Özbir, türkischer Fußballnationalspieler
- 1974: Roland Schmaltz, Schachspieler
- 1974: Henning Wiechers, Handballtorwart
- 1975: Matthias Görlich, Grafikdesigner und Professor für Kommunikationsdesign
- 1975: Achim Menges, Architekt
- 1976: Bülent Ceylan, Komiker
- 1976: Melek Diehl († 2008 in Berlin), Schauspielerin
- 1976: Malte Kaufmann, Bundestagsabgeordneter
- 1976: Eric Linhart, Politikwissenschaftler
- 1976: Oliver Neumann, deutsch-österreichischer Filmeditor und -produzent
- 1977: Jochen Hecht, Eishockeynationalspieler
- 1977: Dominic Jeske, Koch
- 1978: Christian Haas, Fußballspieler
- 1978: Tobias Möllmer, Kunsthistoriker
- 1978: Pal One, Rapper
- 1978: Tim Wolff, Satiriker und Journalist
- 1979: Stefano Terrazzino, Tänzer, Sänger und Schauspieler
- 1980: Natascha Berg, Fotomodell und Moderatorin
- 1980: Carolin Callies, Lyrikerin
- 1980: Mark Etz, Eishockeyspieler
- 1980: Fanny Rinne, Feldhockeyspielerin, Goldmedaille Olympiade 2004
- 1980: Massimo Sinató, Profitänzer, Tanzsporttrainer und Choreograf
- 1980: Mario Stojić, Basketballspieler

#### 1981 bis 1990

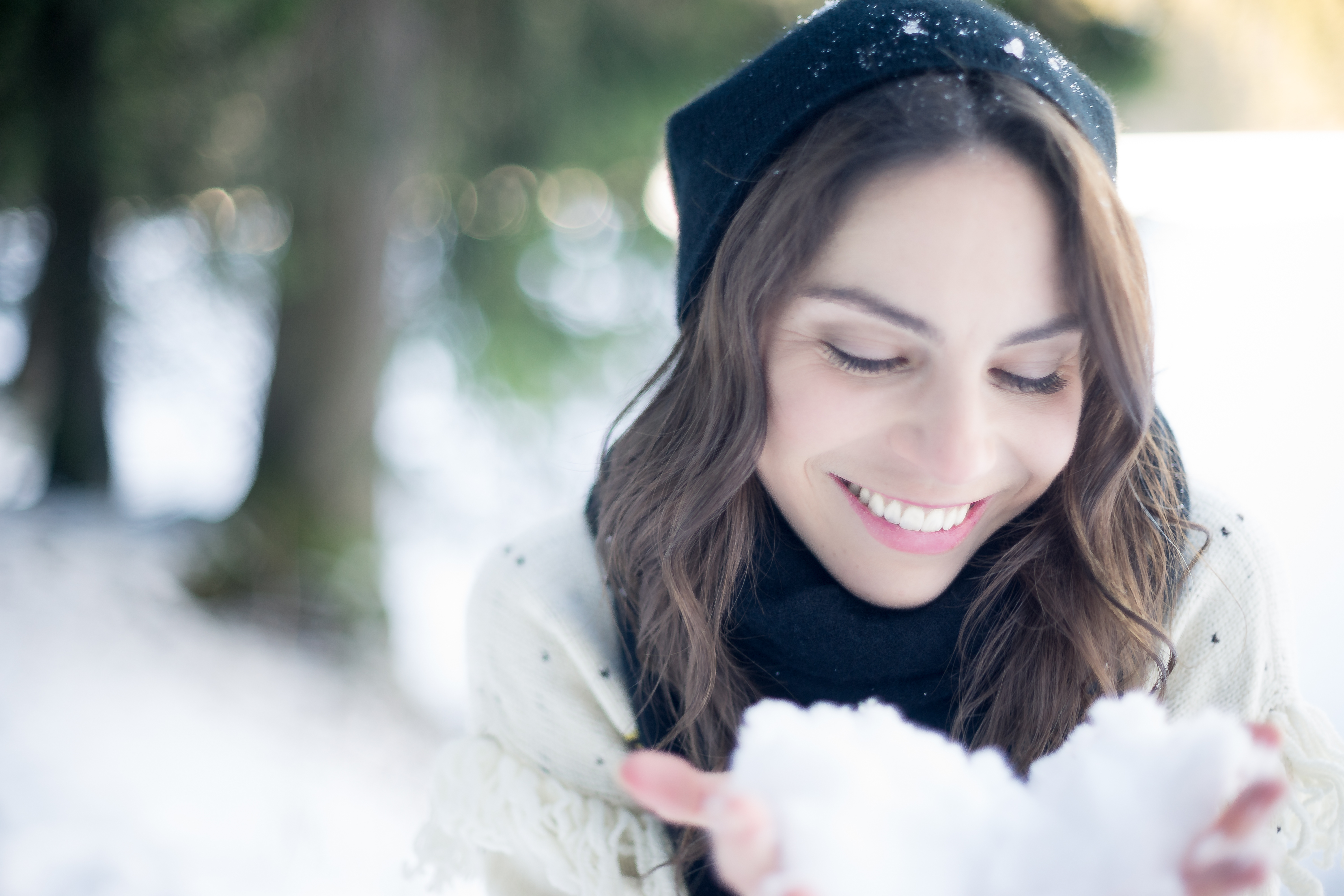
Hanna-Elisabeth Müller

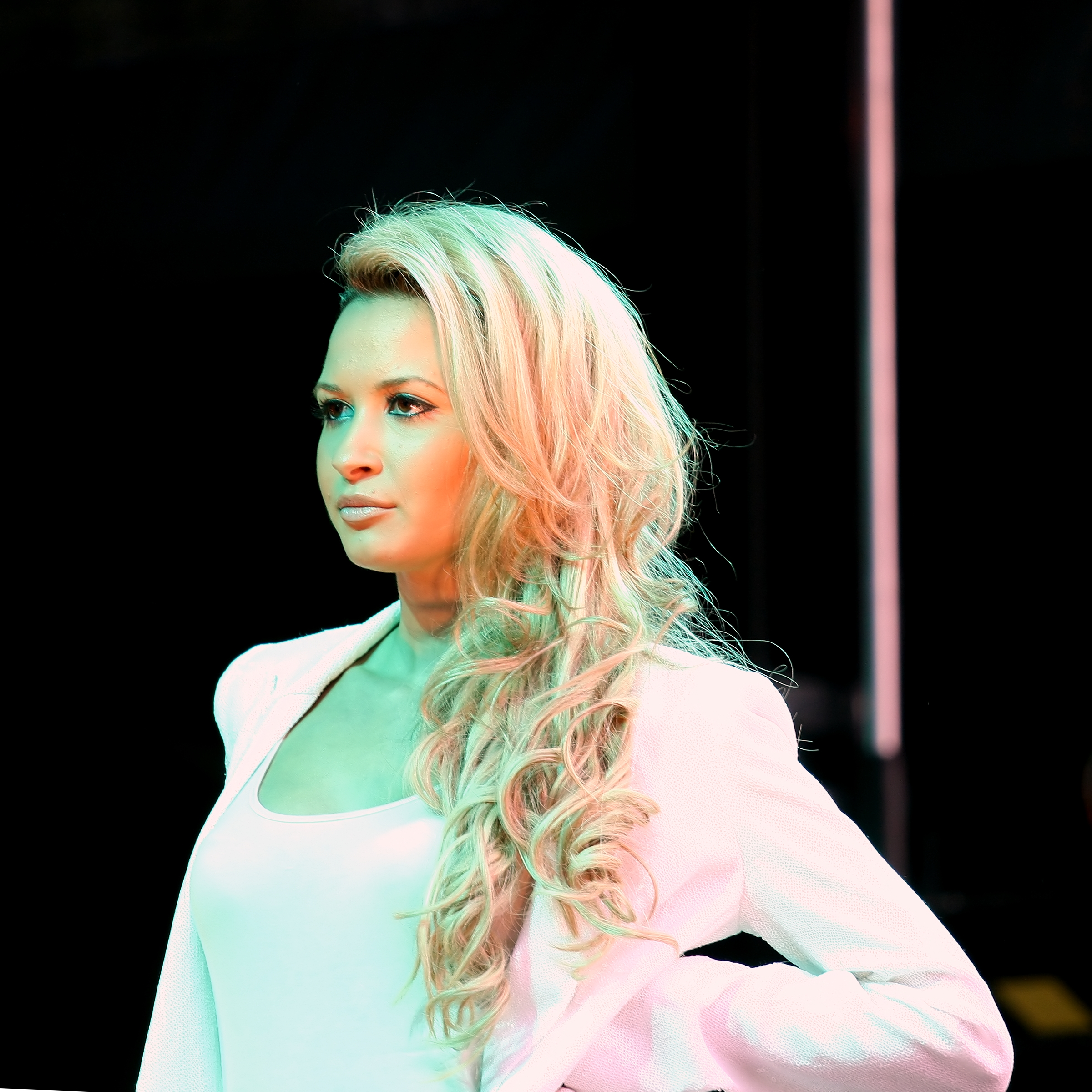
Mandy Capristo

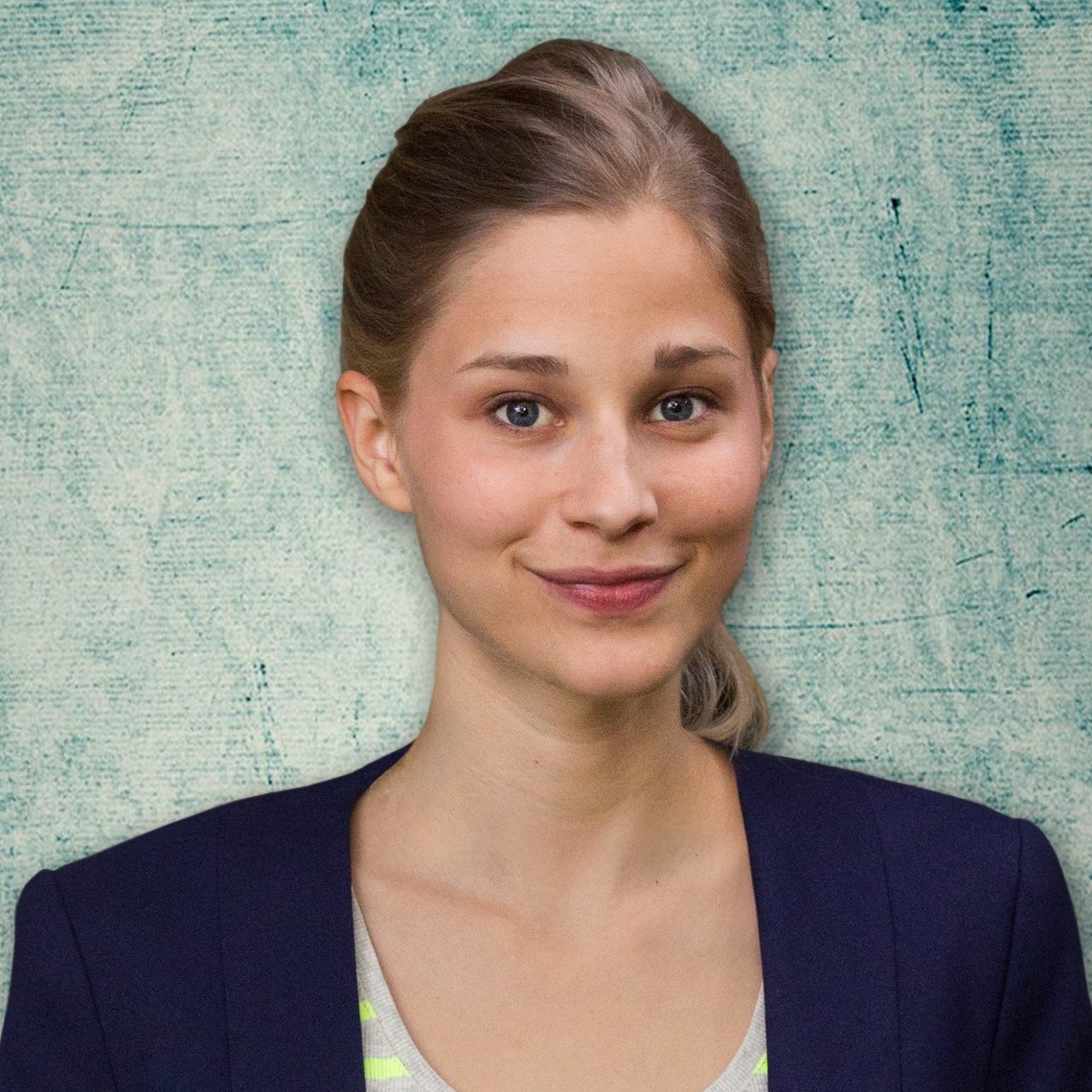
Giulia Enders

- 1981: Christian Fickert, Fußballspieler
- 1982: Sven Bopp, Fußballspieler
- 1982: Eike Etz, Eishockeyspieler
- 1982: Michael Spatz, Handballspieler
- 1983: Ken Asaeda, Fußballspieler
- 1983: Gideon Böss, Schriftsteller und Kolumnist
- 1983: Nadine Dubois, Schauspielerin
- 1983: Philipp Kohl, Filmemacher, Autor und Musiker
- 1984: Markus B. Altmeyer, Drehbuchautor
- 1984: Benjamin Gorka, Fußballspieler
- 1984: Dominik Höpfner, Baseballspieler
- 1984: Thorsten Reiß, Fußballspieler
- 1985: Tim Bauer, Fußballspieler
- 1985: Steffen Bühler, Handballspieler
- 1985: Svenja Huber, Handballspielerin
- 1985: Stefan Kehrer, Freistilringer
- 1985: Hanna-Elisabeth Müller, Opern- und Konzertsängerin, Sopranistin
- 1985: Markus Stein, Politiker
- 1986: Uwe Gensheimer, Handballnationalspieler
- 1986: Katharina Häcker, Eiskunstläuferin, deutsche Meisterin 2001
- 1986: Markus Kuhn, American-Football-Spieler, erster deutscher Spieler mit einem Touchdown in der NFL
- 1986: Nikolas Löbel, Politiker
- 1986: Sergio Peter, Fußballspieler
- 1987: Björn Hayer, Autor, Literaturkritiker und Dozent
- 1988: Christopher Gäng, Fußballtorwart
- 1988: Daniel Halfar, Fußballspieler
- 1988: Susanne Hartel, Fußballspielerin
- 1988: Dominik Schuster, Komponist, Orchestrator für Film- und Konzertmusik
- 1988: Jan-Philipp Stein, Psychologe  und Hochschullehrer
- 1988: Denise Zimmermann, Eiskunstläuferin
- 1989: Julian David, Schlagersänger, Musicaldarsteller, Entertainer und Schauspieler
- 1989: Pasquale Denefleh, Rapper und Sänger
- 1989: Julian Howard, Leichtathlet
- 1989: Ali Özgün, Fußballspieler
- 1990: Mandy Capristo, Sängerin der Band Monrose
- 1990: Giulia Enders, Sachbuchautorin
- 1990: Tony Mamodaly, Fußballspieler

#### 1991 bis 2000

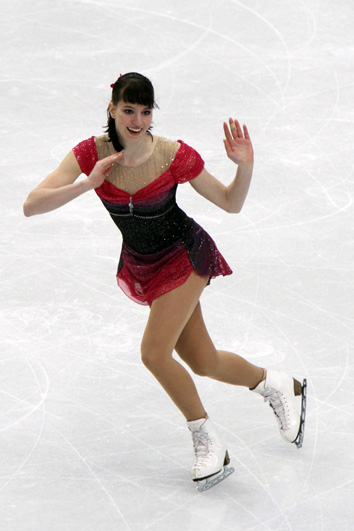
Sarah Hecken

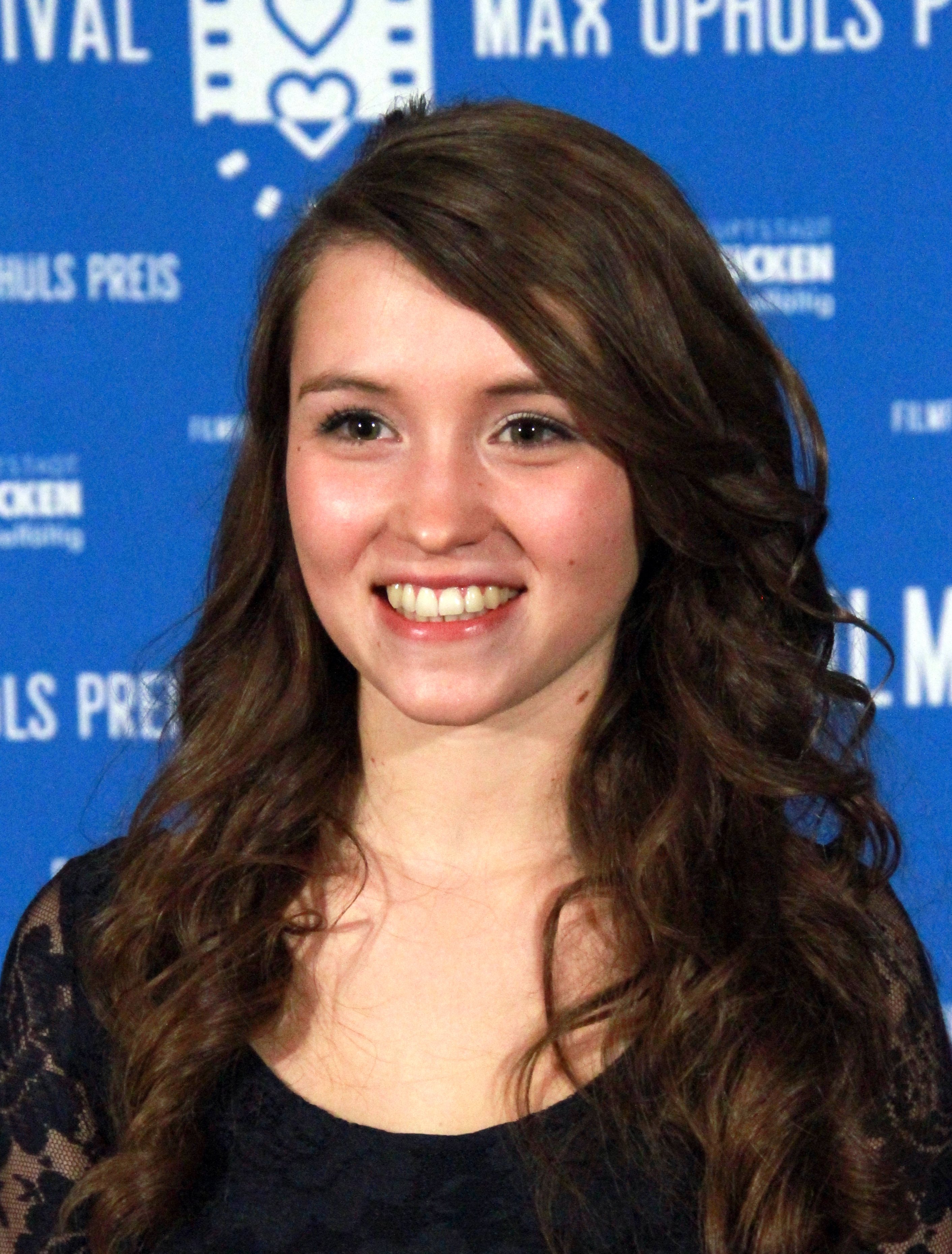
Janina Fautz

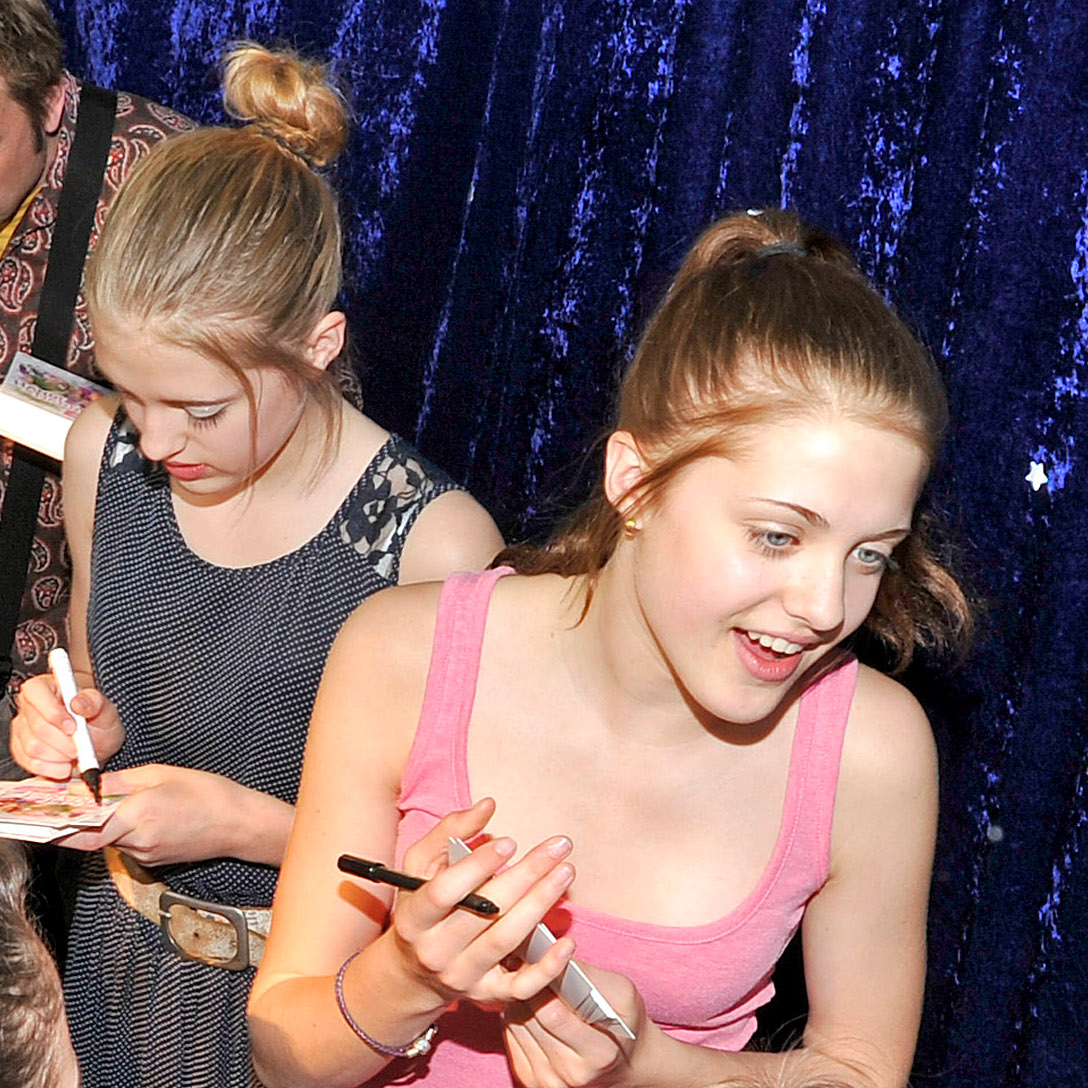
Jana und Sophia Münster

- 1991: Alexander Becker, Handballspieler
- 1991: Robin Blase, Webvideoproduzent, Schauspieler, Moderator und Podcaster
- 1991: Pascal Groß, Fußballspieler
- 1991: Manuel Gulde, Fußballspieler
- 1991: Philip Heintz, Schwimmer
- 1991: Mandy Marquardt, Bahnradsportlerin
- 1991: Sabine Stoller, Fußballspielerin
- 1991: Robin Szarka, Fußballspieler
- 1991: Marco Terrazzino, Fußballspieler
- 1992: Céline Denefleh, Plus-Size-Model und Sängerin
- 1992: Sina Haas, Tennisspielerin
- 1992: Mario Müller, Fußballspieler
- 1993: Alexander Ackermann, Eishockeyspieler
- 1993: Julia Behnke, Handballspielerin
- 1993: Shanice Craft, Leichtathletin
- 1993: Patrick Domogala, Leichtathlet
- 1993: Bilal Gülden, Fußballspieler
- 1993: Sarah Hecken, Eiskunstläuferin, Deutsche Meisterin 2008, 2010, 2011 und 2013
- 1993: Maurice Hirsch, Fußballspieler
- 1993: Frauke Neuhaus, Volleyballspielerin
- 1993: Melis Sekmen, Bundestagsabgeordnete
- 1994: Paul Bunjes, Politiker
- 1994: Hakan Çalhanoğlu, Fußballspieler
- 1994: Kevin Maginot, Eishockeyspieler
- 1994: Mirko Schuster, Fußballspieler
- 1994: Marcel Seegert, Fußballspieler
- 1995: Tim Bender, Eishockeyspieler
- 1995: Kevin Broll, Fußballtorwart
- 1995: Muhammed Çalhanoğlu, Fußballspieler
- 1995: Janina Fautz, Schauspielerin
- 1995: Marc Michaelis, Eishockeyspieler
- 1995: Janik Möser, Eishockeyspieler
- 1997: Leon Jensen, Fußballspieler
- 1997: Lukas Kälble, Eishockeyspieler
- 1997: Nils Seufert, Fußballspieler
- 1997: Volkan Yaman, bekannt als Apache 207, Rapper und Sänger
- 1997: Philip Weyand, Jazzmusiker
- 1998: Miriam Dattke, Leichtathletin
- 1998: Kim Fellhauer, Fußballspielerin
- 1998: Robin Fellhauer, Fußballspieler
- 1998: Devrim Lingnau, Schauspielerin
- 1998: Jana Münster, Schauspielerin
- 1998: Sophia Münster, Schauspielerin
- 1998: Meris Skenderović, montenegrinisch-deutscher Fußballspieler
- 1999: Mucco, Rapper
- 1999: Semih Şahin, Fußballspieler
- 2000: Florian Flick, Fußballspieler
- 2000: Frédéric Loboda, Pianist
- 2000: Niclas Stierlin, Fußballspieler
- 2000: Paulina Krumbiegel, Fußballnationalspielerin

### 21. Jahrhundert

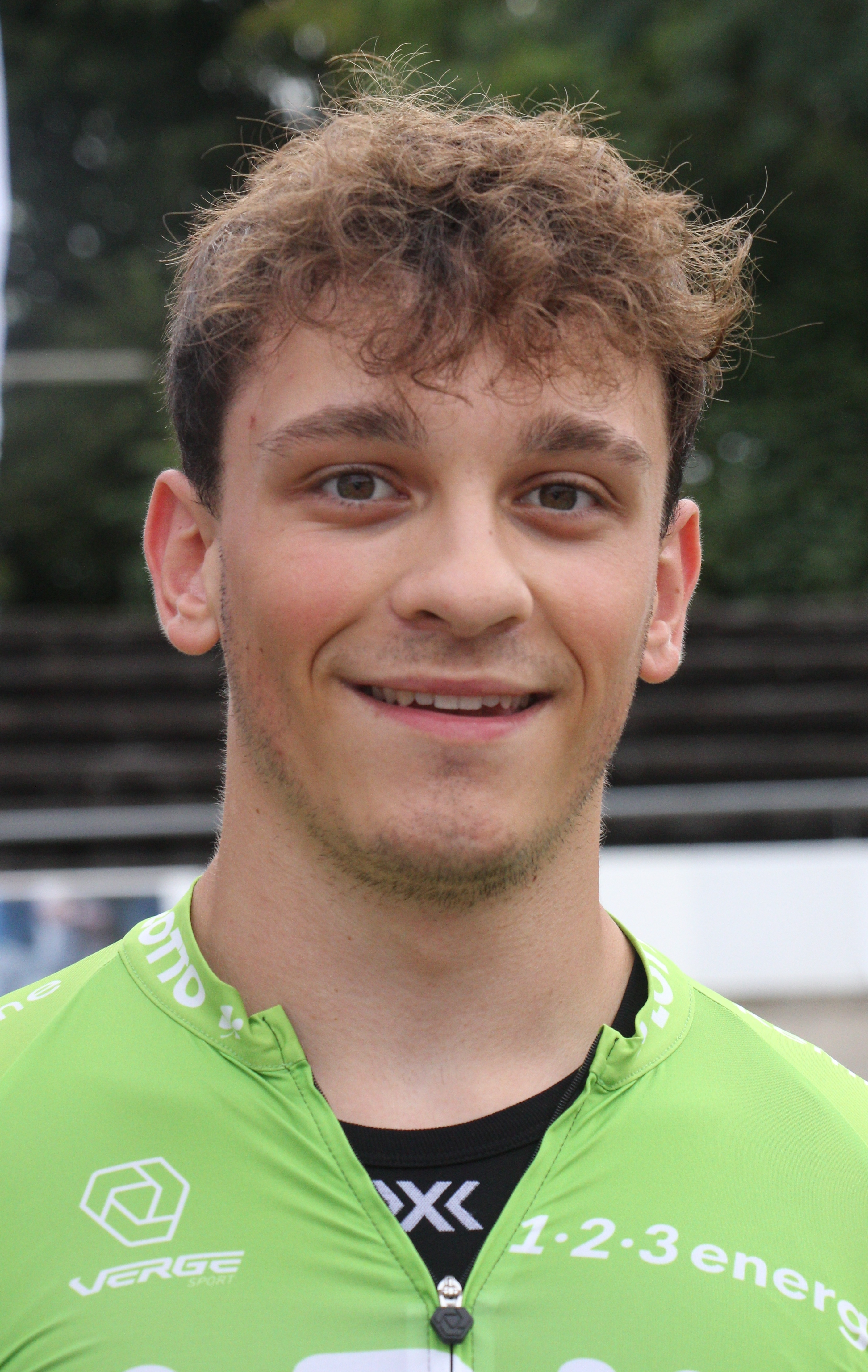
Luca Spiegel

- 2002: Kerim Çalhanoğlu, deutsch-türkischer Fußballspieler
- 2002: Dirk Geiger, Motorradrennfahrer
- 2003: Niklas Michalski, Handballspieler
- 2003: Lion Zacharias, Handballspieler
- 2004: Phillip Sinn, Eishockeyspieler
- 2004: Luca Spiegel, Radrennfahrer
- 2005: Efe-Kaan Sihlaroğlu, türkisch-deutscher Fußballspieler
- 2006: Max Moerstedt, Fußballspieler

## Persönlichkeiten, die in der Stadt gewirkt haben
- Theodor Timmermann (1627–1700), Apotheker, Bürgermeister von Mannheim und Bürgermeister der Pfälzer Kolonie von Magdeburg
- Franz Fortunat von Isselbach (1663–1734), Generalfeldzeugmeister, Chef der kurpfälzischen Armee, ab 1717 Gouverneur von Mannheim, wo er auch 1734 starb

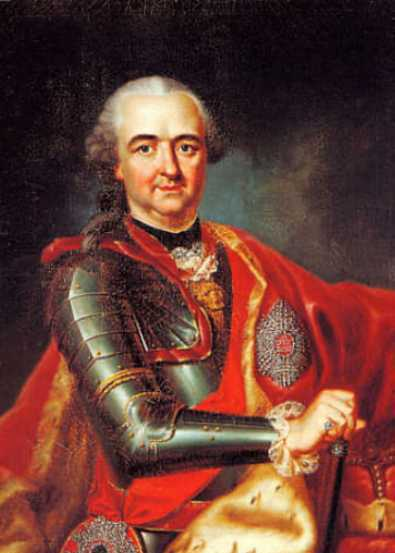
Pfalzgraf resp. Kurfürst Karl Theodor von der Pfalz (1767, Original im Kurpfälzischen Museum Heidelberg)

- Johann Sigismund Weiss (nach 1690–1737), Lautenist und Komponist
- Adam Huth (1696–1771), Jesuit, Theologe und Kirchenrechtler, Rektor des Kollegs in Mannheim
- Johann Stamitz (1717–1757), Komponist, Kapellmeister und Violinist, Gründer der Mannheimer Schule
- Alexander Keck (1724–1804), Jesuit; ab 1756 Leiter des „Seminarium musicum“ und Musikdirektor an der Jesuitenkirche
- Carl Theodor (1724–1799), Fürst aus der Familie Wittelsbach in Mannheim und München
- Andreas Krämer (1730–1799), Orgelbauer und kurpfälzischer Hoforgelmacher in Mannheim
- Christian Friedrich Schwan (1733–1815), Verleger, Buchhändler, Mittelpunkt des damaligen Mannheimer Geisteslebens
- Johann Valentin Metz (1745–1829), katholischer Priester, erster Dompropst und Generalvikar der 1818 neu errichteten Diözese Speyer; 1772 bis 1786 Gymnasialprofessor und Stadtkaplan in Mannheim
- Ludwig Wilhelm Alexander von Hövel (1746–1829), badischer Staatsminister
- Anton von Klein (1746–1810), Dichter, Sprachwissenschaftler und Verleger sowie Professor in Mannheim, Geheimer Sekretär des Kurfürsten
- Karl Theodor von Traitteur (1756–1830), pfalz-bayerischer Hofbibliothekar, Hofhistoriograph, Autor und Dichter
- Constanze Weber (1762–1842), Sopranistin, Pianistin, Ehefrau von Wolfgang Amadeus Mozart
- Ferdinand Fränzl (1767–1833), Geiger, Komponist und Musikdirektor
- Friedrich August Nüsslin (1780–1863), Klassischer Philologe und Direktor des Mannheimer Lyzeums
- Karl von Drais (1785–1851), Freiherr, badischer Forstbeamter und bedeutender Erfinder, unter anderem des lenkbaren Laufrads, Vorläufer des Fahrrads
- Anton Overmann II. (1787–1843), Orgelbauer
- Carl Heinrich Schnauffer (1823–1854), Dichter, Publizist und Revolutionär
- Carl Isambert (1839–1899), Ingenieur, erster hauptamtlicher technischer Sachverständiger eines technischen Überwachungsvereins in Deutschland
- Carl Benz (1844–1929), Erfinder des ersten praxistauglichen Kraftwagens, Gründer der Benz & Cie. Rheinische Gasmotorenfabrik in Mannheim
- Helene Hecht (1854–1940), Salonnière und Kunstmäzenatin, NS-Opfer
- Alice Bensheimer (1864–1935), Frauenrechtlerin
- Josef Zizler (1881–1955), Architekt, Beigeordneter und Oberbaudirektor der kommunalen Bauverwaltung in Mannheim
- Gustav Freiherr von Liebenstein (1891–1967), Kapitän zur See der Reserve der Kriegsmarine und von 1947 bis 1956 Vorstandsvorsitzender des Großkraftwerkes Mannheim
- Paul Berger-Bergner (1904–1978), deutscher Maler und Grafiker, ab 1948 Lehrer, ab 1957 Leiter der Fachhochschule für Gestaltung in Mannheim
- Wolfgang Borelly (1906–1989), Bauingenieur und Oberbaudirektor der kommunalen Bauverwaltung
- Georg Segler (1906–1978), Agrarwissenschaftler, Ingenieur, Autor und Erfinder
- Herbert Meyer (1908–1992), Germanist, Bibliothekar, Direktor der Stadtbibliothek Mannheim und des Reiß-Museums
- Hans Oberdalhoff (* 1909), ordentlicher Professor für Chirurgie in Mannheim
- Fritz Esser (1914–1978), Politiker
- Jürgen Hahn (1914–1994), Politiker, war Oberverwaltungsrat bei der Stadt Mannheim
- Margarete Lauter (1925–2004), Kunsthändlerin und Galeristin in Mannheim
- Manfred David (1926–2013), Kommunalpolitiker (SPD), von 1967 bis 1989 Bürgermeister in Mannheim
- Wolf Magin (1927–2009), Grafiker und Maler
- Wolfgang Lauth (1931–2011), Jazzmusiker (Pianist, Bandleader, Komponist)
- Günther Groth (* 1934), Erziehungswissenschaftler, ab 1978 ordentlicher Professor
- Gerhard Stickel (* 1937), Sprachwissenschaftler
- Carl Weissner (1940–2012), literarischer Übersetzer fast sämtlicher Romane und Gedichte des US-Schriftstellers Charles Bukowski sowie der Liedtexte von Bob Dylan und Frank Zappa in die deutsche Sprache
- Jochen Meißner (* 1943), Ruderer beim Mannheimer Verein „Amicitia“, Silbermedaillengewinner (Olympische Spiele 1968)
- Joy Fleming, bürgerlich Erna Liebenow (1944–2017), Jazz-, Blues- und Schlagersängerin Joy Fleming, 2005

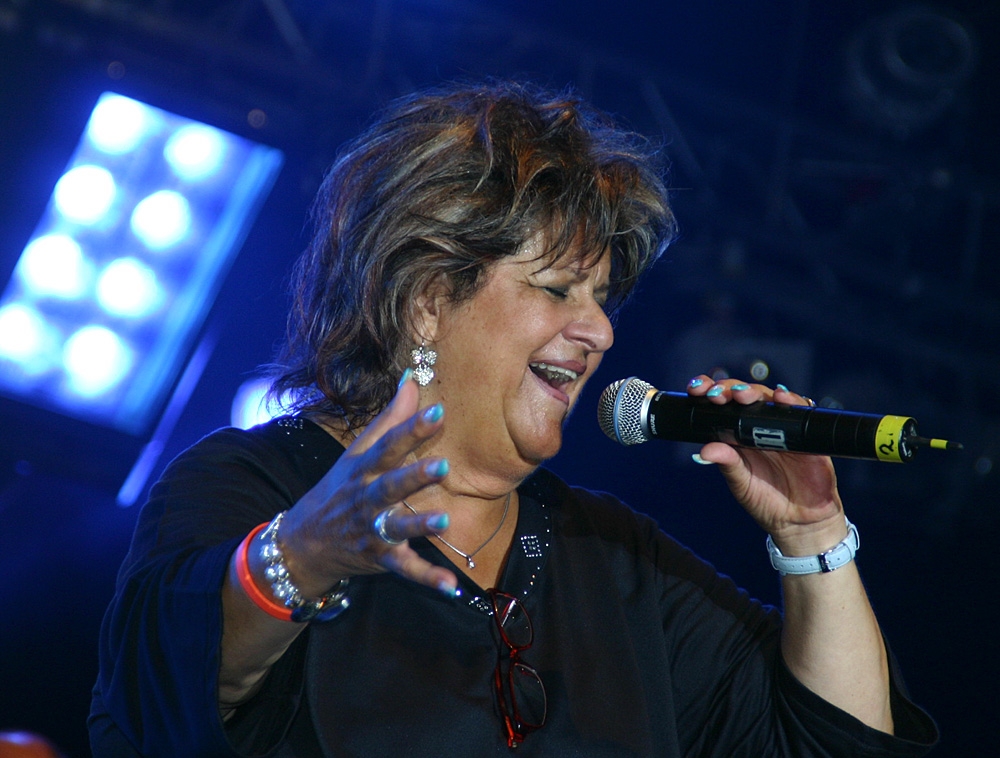
Joy Fleming, 2005

- Reinhold Lagrene (1950–2016) war ein deutscher Sinto und Experte für das (von Linguisten auch als Sintitikes bezeichnete) Romanes der Sinti und insbesondere für die Erzählkultur seiner Minderheit
- Markus Sprengler (* 1965), Sänger und Musikdozent
- Luigi Toscano (* 1972), Fotograf und Filmemacher; lebt und arbeitet in Mannheim
- Florian C. Scholz (* 1977), Musikproduzent, Tonmeister und Hochschullehrer[1][2][3]
- Sevan Gökoğlu (1982–2019), Keyboarder, Komponist und Musikproduzent
- Ira Peter (* 1983), deutsche Autorin und Journalistin
- Niels Reinhard (1987), Gründer der Band Laserkraft 3D, Musikproduzent und Filmemacher
- GReeeN (* 1989), Sänger, Rap-, Battlerap- und Reggae-Künstler
- Julien Ferrat (* 1991), Kommunalpolitiker
- Loi, geb. Leonie Greiner (* 2002), Sängerin